# Manfred
Manfred ist ein männlicher Vorname. Der Name ist alemannisch und leitet sich ab aus man (Mann) und fridu (Friede, Sicherheit), bedeutet also „Mann des Friedens“.

## Verbreitung
Die Popularität des Namens Manfred stieg in den 1920er Jahren an. Vom Ende der Dreißiger bis zur Mitte der Fünfziger war der Name fast ununterbrochen einer der zehn häufigsten Jungennamen in Deutschland. Ende der Sechziger ging seine Beliebtheit deutlich zurück, seitdem werden kaum noch Jungen Manfred genannt.

## Namenstag
- 28. Januar (Manfred von Riva)

## Namensträger

### Einzelname
- Manfred I. (Saluzzo), Markgraf
- Manfred II. (Saluzzo), Markgraf
- Manfred III. (Saluzzo), Markgraf
- Manfred IV. (Saluzzo), Markgraf
- Manfred von Riva, Priester und Einsiedler (12. Jahrhundert)
- Manfred von Sizilien (1232–1266), Fürst von Tarent, König von Sizilien
- Manfred (Athen) (1307–1317), Herzog von Athen

- Manfred von Württemberg-Weiltingen (1626–1662), Herzog von Württemberg-Weiltingen
- Manfred, Pseudonym des deutschen Schriftstellers Karl Ferdinand Dräxler (1806–1879)

### Familienname
- Albert Sacharowitsch Manfred (1906–1976), sowjetischer Historiker
- Rob Manfred (* 1958), Commissioner of Baseball

### Vorname

#### A
- Manfred Abelein (1930–2008), deutscher Politiker
- Manfred Ach (1940–2024), deutscher Politiker (CSU)
- Manfred Ach (* 1946), deutscher Schriftsteller
- Manfred Ackermann (1898–1991), österreichischer sozialdemokratischer Politiker und Gewerkschaftsfunktionär in Österreich und den USA
- Manfred Adams (1931–2019), deutscher Architekt
- Manfred Adler (1928–2005), deutscher römisch-katholischer Ordenspriester, Religionslehrer, Autor und Verschwörungstheoretiker
- Manfred Ahne (* 1961), deutscher Eishockeyspieler
- Manfred Aichinger (* 1960), österreichischer Choreograf und Tanzpädagoge
- Manfred Ainedter (* 1951), österreichischer Rechtsanwalt
- Manfred Alexander (* 1939), deutscher Historiker
- Manfred-Anton Algrang (* 1965), deutscher Schauspieler, siehe Anton Algrang
- Manfred Allié (* 1955), deutscher Autor und Übersetzer
- Manfred Allig (* 1957), deutscher Fußballspieler
- Manfred Altner (1930–2020), deutscher Literatur- und Kunstwissenschaftler
- Manfred Amelang (* 1939), deutscher Psychologe
- Manfred Amerell (1947–2012), deutscher Fußballfunktionär und -schiedsrichter
- Manfred Ammon (* 1944), deutscher Basketballspieler
- Manfred Andrae (1933–2020), deutscher Schauspieler, Synchronsprecher und Dokumentarfilmer
- Manfred Angerer (1953–2010), österreichischer Musikwissenschaftler
- Manfred App (* 1948), deutscher Musikverleger
- Manfred von Ardenne (1907–1997), deutscher Naturwissenschaftler und Erfinder
- Manfred Aregger (* 1931), Schweizer Politiker (FDP)
- Manfred Arlt (1928–2006), deutscher Architekt
- Manfred Aron (1884–1967), deutsch-amerikanischer Industrieller
- Manfred Aschke (1950–2023), deutscher Richter
- Manfred Asendorf (1944–2017), deutscher Historiker
- Manfred Auster (* 1960), deutscher Diplomat
- Manfred Autenrieth (* 1937), deutscher Jurist, ehemaliger Landrat
- Manfred Ayasse (* 1958), deutscher Zoologe und Ökologe

#### B
- Manfred Bacher (1923–1994), deutscher Autor, Spieleerfinder und Segelflieger
- Manfred Bachmann (1928–2001), deutscher Volkskundler
- Manfred Backerra (* 1936), deutscher Oberst
- Manfred Baden (1922–2021), deutscher Staatssekretär
- Manfred Bader (* 1953), deutscher Fußballspieler
- Manfred Baerns (1934–2021), deutscher Chemiker und Hochschullehrer
- Manfred Bahrs (1938–1993), deutscher Fußballschiedsrichter
- Manfred Baier (* 1936), deutscher Biologe, Phytopathologe und Dokumentarfilmer
- Manfred Balcerzak (* 1949), deutscher Fußballspieler
- Manfred Baldauf (* 1952), deutscher Politiker
- Manfred Baldus (* 1935), deutscher Rechtswissenschaftler und Richter am Landgericht Köln
- Manfred Baldus (1963–2021), deutscher Rechtswissenschaftler, Hochschullehrer und Verfassungsrichter
- Manfred Balkenohl (* 1936), deutscher Theologe
- Manfred Ball (1938–2023), deutscher Opernsänger (Bariton), Rezitator, Schauspieler und Hochschullehrer an der Hochschule für Musik und Theater München
- Manfred Ballmann (* 1955), deutscher Pädiater und Pneumologe, Professor an der Universität Rostock
- Manfred Balz (* 1944), deutscher Jurist und Manager
- Manfred Bambeck (1918–1985), deutscher Romanist
- Manfred Banaschak (* 1929), deutscher Journalist, Hochschullehrer und Parteifunktionär (SED)
- Manfred Bandmann (* 1947), deutscher Ingenieur
- Manfred Bär (* 1962), deutscher Fußballspieler
- Manfred Barth (* 1944), deutscher Fußballspieler
- Manfred Barth (* 1945), deutscher Bogenschütze
- Manfred Barthel (1924–2007), deutscher Schriftsteller, Journalist und Filmemacher
- Manfred Barthel (1928–1989), deutscher Generalleutnant
- Manfred Batliner (* 1963), liechtensteinischer Politiker
- Manfred Bauer (1932–2014), deutscher Fußballspieler
- Manfred Bauer (1957–2012), österreichischer Journalist und Schriftsteller
- Manfred Bauer (* 1955), deutscher Physiker
- Manfred Baum (* 1939), deutscher Philosoph
- Manfred Baum (* 1954), deutscher Tischtennisspieler
- Manfred Baumann (* 1956), österreichischer Journalist, Autor und Kabarettist
- Manfred Baumann (* 1968), österreichischer Fotograf
- Manfred Baumert (* 1957), deutscher Pfarrer und Theologe
- Manfred Baumgardt (* 1947), deutscher Historiker, Politikwissenschaftler und LGBT-Aktivist
- Manfred Baur (* 1959), deutscher Autor und Dokumentarfilmer
- Manfred Bayer (* 1932), deutscher Schulpädagoge
- Manfred Bayer (* 1965), deutscher Physiker
- Manfred Bayerlein (* 1959), deutscher Ingenieur und Industriemanager
- Manfred Beck (* 1940), österreichischer Politiker (FPÖ)
- Manfred Beck-Arnstein (* 1946), deutscher Maler
- Manfred Becker (Präses) (* 1938), deutscher Germanist, Slawist und Pädagoge
- Manfred Becker (Fußballspieler, Dezember 1940), deutscher Fußballspieler
- Manfred Becker (Basketballspieler), (* 1951), deutscher Basketballspieler
- Manfred Becker-Huberti (* 1945), deutscher römisch-katholischer Theologe
- Manfred Beckert (1926–2007), deutscher Ingenieur und Hochschullehrer
- Manfred Beer (* 1953), deutscher Biathlet
- Manfred Behrend (1930–2006), deutscher Historiker und Publizist
- Manfred Behrendt (* 1950), deutscher Fußballtorwart
- Manfred Behrens (* 1956), deutscher Politiker
- Manfred Beierl (* 1964), deutscher Schauspieler und Regisseur
- Manfred Beike, deutscher Historiker
- Manfred Beilharz (* 1938), deutscher Intendant und Theaterregisseur
- Manfred Beltz Rübelmann (1931–2015), deutscher Verleger
- Manfred Bender (* 1966), deutscher Fußballspieler
- Manfred Bensing (1927–1996), deutscher Historiker
- Manfred Berg (* 1959), deutscher Historiker
- Manfred Berger (1921–2009), deutscher Architekt, Denkmalpfleger und Hochschullehrer
- Manfred Berger (1942–2023), deutscher Schlagersänger
- Manfred Berger (* 1944), deutscher Erziehungswissenschaftler
- Manfred Berger (* 1967), österreichischer Fußballspieler
- Manfred Bergner (* 1926), deutscher Rechtswissenschaftler
- Manfred Berliner (1853–1931), deutscher Handelsschullehrer
- Manfred Bertele (1938–2025), deutscher Brigadegeneral
- Manfred Berz (* 1938), deutscher Fußballspieler
- Manfred Bettinger (* 1954), deutscher Schauspieler
- Manfred Beutner (1914–2002), deutscher Oberst
- Manfred Beyer (1924–2000), deutscher Physiker
- Manfred Beyer (* 1944), deutscher Anglist und Hochschullehrer
- Manfred Bial (1869–1908), deutscher Arzt
- Manfred Bieler (1934–2002), deutscher Schriftsteller und Drehbuchautor
- Manfred Biermann (1935–2022), deutscher Politiker
- Manfred Bierwisch (1930–2024), deutscher Linguist
- Manfred Bietak (* 1940), österreichischer Ägyptologe und Hochschullehrer
- Manfred Bilke (1890–unbekannt), deutscher Landrat
- Manfred Bille (1937–2010), deutscher Politiker (SED)
- Manfred Billmann (* 1963), deutscher Jazzsänger und -pianist
- Manfred Binz (* 1965), deutscher Fußballspieler
- Manfred Bischoff (* 1942), deutscher Manager
- Manfred Bischoff (* 1968), deutscher Bauingenieur
- Manfred Bissinger (* 1940), deutscher Publizist
- Manfred Bittighofer (* 1942), deutscher evangelischer Theologe, Pfarrer und Autor
- Manfred Björkquist (1884–1985), schwedischer Bischof
- Manfred Blaschke (* 1936), deutscher Politiker
- Manfred Blauhut (* 1953), deutscher Badmintonspieler
- Manfred Blechschmidt (1923–2015), deutscher Schriftsteller
- Manfred Bleskin (1949–2014), deutscher Journalist
- Manfred Bleuler (1903–1994), Schweizer Psychiater
- Manfred Blumauer (1927–2005), österreichischer Musikkritiker
- Manfred Bluth (1926–2002), deutscher Maler
- Manfred Bochmann (1928–2011), deutscher Politiker
- Manfred Bock (1941–2010), deutscher Sportler
- Manfred Bockelmann (* 1943), österreichischer Maler und Fotograf
- Manfred Bockenfeld (* 1960), deutscher Fußballspieler
- Manfred Böcker (1940–2023), deutscher Politiker, MdL Nordrhein-Westfalen
- Manfred Böckl (* 1948), deutscher Schriftsteller
- Manfred Bode (1938–2013), deutscher Politiker (CDU)
- Manfred Bode (1941–2018), deutscher Rüstungsunternehmer
- Manfred Boden (* 1938), deutscher Schriftsteller
- Manfred Bodin (* 1939), deutscher Bankmanager
- Manfred Boehm (Manfred Böhm; * 1930), deutscher Schauspieler
- Manfred Böhm (1940–2013), deutscher Physiker
- Manfred Bofinger (1941–2006), deutscher Grafiker
- Manfred Bogisch (1933–2020), deutscher Historiker und Parteifunktionär (LDPD)
- Manfred Bogusch (1939–2002), deutscher Fußballspieler
- Manfred Otto Böhme (1944–1999), deutscher Politiker, siehe Ibrahim Böhme
- Manfred Böhmer (1936–2016), deutscher Sportfunktionär und Unternehmer
- Manfred von Bohr (* 1950), deutscher Schlagzeuger, siehe Manni von Bohr
- Manfred Bojarzin (* 1961), deutscher Fußballspieler
- Manfred Böll (* 1944), österreichischer Schauspieler und Hörspielsprecher
- Manfred Boltze (* 1957), deutscher Bauingenieur und Hochschullehrer
- Manfred Bomm (* 1951), deutscher Journalist und Schriftsteller
- Manfred Bönig (* 1941), deutscher Pastor
- Manfred Bopp (1936–2006), deutscher Fußballspieler
- Manfred Borchard (1950–2016), deutscher Schriftsteller und Herausgeber
- Manfred Borchert (1939–2017), deutscher Wirtschaftswissenschaftler
- Manfred Borelli Vranski (1836–1914), österreichisch-kroatischer Adeliger und Politiker
- Manfred Borges (1928–2022), deutscher Schauspieler
- Manfred Börm (* 1950), deutscher Parteifunktionär (NPD)
- Manfred Bornemann (1933–2012), deutscher Geologe
- Manfred Börner (1929–1996), deutscher Physiker
- Manfred Borutta (* 1960), deutscher Pflegewissenschaftler
- Manfred Bosch (* 1947), deutscher Schriftsteller
- Manfred Böttcher (1926–2019), deutscher adventistischer Pastor, Theologe und Dozent
- Manfred Böttcher (1928–2012), deutscher Politiker (SED)
- Manfred Böttcher (1933–2001), deutscher Maler und Grafiker
- Manfred von Boetticher (* 1947), deutscher Archivar, Historiker und Autor
- Manfred Botzenhart (1934–2007), deutscher Historiker
- Manfred von Brauchitsch (1905–2003), deutscher Automobilrennfahrer und Sportfunktionär
- Manfred Brauneck (* 1934), deutscher Literaturwissenschaftler und Hochschullehrer
- Manfred Bräuhäuser (1881–1967), deutscher Geologe
- Manfred Bredohl (1944–2002),  deutscher Diplom-Designer und Kunstschmied
- Manfred Breuckmann (* 1951), deutscher Moderator und Sportreporter
- Manfred Brocker (* 1959), deutscher Politikwissenschaftler
- Manfred Broy (* 1949), deutscher Informatiker und Hochschullehrer
- Manfred Brückner (1929–2018), deutscher Hörspielregisseur
- Manfred Bruhn (* 1949), deutscher Ökonom und Hochschullehrer
- Manfred Bründl (* 1959), deutscher Bassist und Komponist
- Manfred von Brünneck-Bellschwitz (1872–1957), deutscher Jurist, Verwaltungsbeamter und Politiker
- Manfred Brunner (1947–2018), deutscher Politiker
- Manfred Brunner (* 1956), österreichischer Skirennläufer
- Manfred Brunner, deutscher Skispringer
- Manfred Bruns (1934–2019), deutscher Jurist und LGBT-Aktivist
- Manfred Buchinger (* 1952), österreichischer Koch
- Manfred Buchroithner (* 1950), österreichischer Kartograf, Geologe und Bergsteiger
- Manfred Buchwald (1936–2012), deutscher Journalist
- Manfred Buck (1951–2023), deutscher Arzt und Politiker
- Manfred Buder (1936–2021), deutscher Eishockeyspieler
- Manfred Bues (1913–2012), deutscher Leichtathlet und Sportwissenschaftler
- Manfred Bues, deutscher Ökonom
- Manfred Bühler (* 1979), Schweizer Rechtsanwalt und Politiker
- Manfred Buhr (1927–2008), deutscher Philosoph
- Manfred Bukofzer (1910–1955), deutsch-amerikanischer Musikwissenschaftler
- Manfred Bulling (1930–2015), deutscher Verwaltungsjurist und Erfinder
- Manfred Burghartswieser (* 1973), deutscher Fußballspieler und -trainer
- Manfred Burgsmüller (1949–2019), deutscher Fußballspieler
- Manfred Burgstaller (* 1939), österreichischer Rechtswissenschaftler und Hochschullehrer
- Manfred Burzlaff (1932–2015), deutscher Jazzmusiker und Komponist
- Manfred Busch (* 1954), deutscher Politiker
- Manfred Busche (1933–2022), deutscher Manager
- Manfred Büttner (1923–2016), deutscher Geograph, evangelischer Theologe, Musikwissenschaftler, Religionswissenschaftler und Wissenschaftshistoriker
- Manfred Butzmann (* 1942), deutscher Grafiker

#### C
- Manfred Calov (* 1929), deutscher Politiker (SED)
- Manfred Carrington (* 1967), österreichischer Fotograf, Grafiker, Autor, Verleger und Heimatforscher
- Manfred Carstens (* 1943), deutscher Politiker
- Manfred Caspari (1925–2010), deutscher EU-Beamter
- Manfred Chapman (1948–2020), deutscher Galoppsportkommentator und -journalist
- Manfred Chobot (* 1947), österreichischer Schriftsteller
- Manfred Christ (1940–2020), deutscher Politiker
- Manfred Christl (* 1941), deutscher Chemiker und Hochschullehrer
- Manfred Cibura (* 1959), deutscher Schriftsteller
- Manfred Cierpka (1950–2017), deutscher Psychiater, Psychoanalytiker und Familientherapeut
- Manfred von Clary und Aldringen (1852–1928), österreichischer Politiker
- Manfred Clasen (1934–1992), deutscher Politiker (DVU)
- Manfred Classen (* 1943), deutscher Fußballspieler
- Manfred Clauss (1945–2025), deutscher Althistoriker
- Manfred Clemenz (* 1938), deutscher Soziologe, Sozialpsychologe, Psychotherapeut und Kunsthistoriker
- Manfred Coppik (1943–2016), deutscher Politiker
- Manfred Cordes (* 1953), deutscher Musiker und Hochschullehrer
- Manfred Corrine (* 1963), österreichischer Regisseur und Drehbuchautor
- Manfred Cremer (* 1946), deutscher Fußballspieler
- Manfred Cuntz (* 1958), deutscher Astrophysiker
- Manfred Curbach (* 1956), deutscher Bauingenieur und Hochschullehrer
- Manfred Curry (1899–1953), deutschamerikanischer Arzt, Erfinder, Segler und Buchautor
- Manfred Czaja (* 1925), deutscher Fußballspieler
- Manfred Czernin (1913–1962), britischer Pilot der Royal Air Force österreichisch-ungarischer Herkunft

#### D
- Manfred Dachner (* 1949), deutscher Politiker
- Manfred Dähling (* 1952), deutscher Fußballspieler
- Manfred Dahlmann (1951–2017), deutscher Autor, Publizist und Herausgeber
- Manfred Dähne (* 1945), deutscher Radrennfahrer
- Manfred Dambroth (1935–1994), deutscher Pflanzenbauwissenschaftler
- Manfred Dammeyer (* 1939), deutscher Politiker
- Manfred Danklmaier, österreichischer Naturbahnrodler
- Manfred Daringer (1942–2009), österreichischer Bildhauer
- Manfred A. Dauses (1944–2016), deutscher Rechtswissenschaftler
- Manfred David (1926–2013), deutscher Kommunalpolitiker (SPD)
- Manfred Deckert (* 1961), deutscher Skispringer
- Manfred Degen (1939–2022), deutscher Politiker (SPD)
- Manfred Degen (* 1957), deutscher Kirchenmusiker
- Manfred Deistler (* 1941), österreichischer Mathematiker und emeritierter Professor der Technischen Universität Wien
- Manfred Deitermann, (* 1930), deutscher Berufsschullehrer und Fachbuchautor
- Manfred Deix (1949–2016), österreichischer Grafiker und Karikaturist
- Manfred Denker (* 1944), deutscher Mathematiker
- Manfred Dennert (* 1939), Bezirksbürgermeister von Berlin-Prenzlauer Berg
- Manfred Denninger (* 1939), deutscher Fernsehpionier
- Manfred Depenbrock (1929–2019), deutscher Ingenieur
- Manfred Deselaers (* 1955), deutscher Priester
- Manfred Diehl (* 1950), deutscher Turner
- Manfred Dierkes (1966–2015), deutscher Jazzgitarrist
- Manfred Dietel (* 1948), deutscher Pathologe
- Manfred Dietrich (* 1943), deutscher Theaterregisseur
- Manfred Dietrich (* 1944), deutscher Offizier
- Manfred Dietze (1928–2014), Generalleutnant des Ministeriums für Staatssicherheit (MfS)
- Manfred Dimde (1941–2022), deutscher Pseudowissenschaftler und Nostradamusforscher
- Manfred Dimter (* 1964), österreichischer Boxtrainer
- Manfred G. Dinnes (1950–2012), deutscher Künstler
- Manfred Doehn (1938–2013), deutscher Anaesthesiologe
- Manfred Dommasch (* 1933), deutscher Fußballspieler
- Manfred Donike (1933–1995), deutscher Radrennfahrer, Chemiker und Dopingfahnder
- Manfred Donike (1960–2003), deutscher Radrennfahrer und Radsportfunktionär
- Manfred Döpfner (* 1955), deutscher Hochschullehrer, Diplom-Psychologe, Psychotherapeut und Autor
- Manfred Döring (1932–2023), ehemaliger Generalmajor des Ministeriums für Staatssicherheit (MfS)
- Manfred Dörler (1941–2004), österreichischer Politiker
- Manfred Dott (* 1940), deutscher Parlamentarischer Staatssekretär
- Manfred Draheim (* 1952), deutscher Fußballtrainer
- Manfred Drennig (* 1940), österreichischer Manager, Autor und Politiker
- Manfred Drescher (1931–2015), deutscher Opern- und Operettensänger (Tenor)
- Manfred Drexler (1951–2017), deutscher Fußballspieler
- Manfred Dreyer (* 1950), deutscher Internist und Diabetologe
- Manfred Drotschmann (1933–2020), deutscher Landwirt und ehemaliger Abgeordneter der Hamburgischen Bürgerschaft
- Manfred Dubski (* 1954), ehemaliger deutscher Fußballspieler und aktueller Fußballtrainer
- Manfred Duchrow (1943–2021), deutscher Fußballspieler
- Manfred Dum (* 1961), deutscher Fußballspieler
- Manfred Dumann (* 1936), deutscher Luftfahrt-Manager und ehemaliger bayerischer Landtagsabgeordneter
- Manfred Dumke, ehemaliger TV-Kommentator
- Manfred Dunst (* 1953), deutscher Kommunalpolitiker
- Manfred Durban (1942–2016), deutscher Musiker, siehe Die Flippers
- Manfred Durniok (1934–2003), deutscher Filmproduzent und Regisseur
- Manfred Durzak (* 1938), deutscher Germanist und Literaturwissenschaftler
- Manfred Dziobaka (* 1954), deutscher Fußballspieler

#### E
- Manfred Ebel (1932–1999), deutscher Politiker (CDU) und Kapitän
- Manfred Ebenhöh (* 1948), deutscher Fußballspieler
- Manfred Ebert (1930–2016), deutscher Oberst im Ministerium für Staatssicherheit
- Manfred Ebert (1935–2003), deutscher Fußballspieler
- Manfred Ebner (1953–2015), österreichischer Politiker
- Manfred Ebner (* 1953), österreichischer Politiker
- Manfred Eckardt (* 1937), deutscher Fußballspieler
- Manfred Eckert (* 1951), deutscher Pädagoge
- Manfred Eckstein (* 1935), deutscher Arzt und Politiker (SPD)
- Manfred Eckstein (* 1936), deutscher Arzt und Politiker (CDU)
- Manfred Eder (* 1958), deutscher Theologe und Hochschullehrer
- Manfred Efinger (* 1959), deutscher Wissenschaftsmanager und Politikwissenschaftler
- Manfred Eger (1927–2016), deutscher Journalist, Schriftsteller und Museumsleiter
- Manfred Eggert (* 1941), deutscher Prähistoriker
- Manfred Eggstein (1927–1993), deutscher Internist
- Manfred Eglin (1935–2001), deutscher Fußballspieler
- Manfred Eibelshäuser (* 1954), deutscher Ökonom
- Manfred Eiben (* 1953), deutscher Fußballtorwart
- Manfred Eibl (* 1960), deutscher Politiker
- Manfred Eichel (1938–2024), deutscher Journalist, Filmemacher und Hochschullehrer
- Manfred Eicher (* 1943), deutscher Musikproduzent
- Manfred Eichhorn (1951–2023), deutscher Schriftsteller und Lyriker
- Manfred Eichhorn (* 1961), deutscher Maler und Grafiker
- Manfred Eickerling (1951), deutscher Fußballspieler
- Manfred Eigen (1927–2019), deutscher Naturwissenschaftler
- Manfred Eikelmann (* 1954), deutscher germanistischer Mediävist
- Manfred Einenkel (* 1919), deutscher Politiker
- Manfred Einsiedler (* 1973), österreichischer Mathematiker
- Manfred Eisele (* 1938), deutscher Generalmajor
- Manfred Emmel (* 1945), deutscher Sportler
- Manfred Emmenegger-Kanzler (* 1953), deutscher Keramikkünstler
- Manfred Enderle (* 1947), deutscher Mykologe
- Manfred Engel (* 1953), deutscher Germanist und Literaturwissenschaftler
- Manfred Engelbert (* 1942), deutscher Romanist
- Manfred Engelhardt (* 1929), deutscher Journalist
- Manfred Engelhardt (* 1951), deutscher Generalleutnant
- Manfred Engeli (* 1937), Schweizer Pädagoge, Psychologe und Psychotherapeut
- Manfred Engelmann (1956–2023), deutscher Magister und Kulturreferent
- Manfred Engelschall (1921–2008), deutscher Richter und Anwalt
- Manfred Ensinger (* 1929), deutscher Kameramann
- Manfred Enzensperger (* 1952), deutscher Schriftsteller
- Manfred Erdenberger (* 1941), deutscher Journalist
- Manfred Erdmann (1939–2017), deutscher Synchronsprecher
- Manfred Erhardt (* 1939), deutscher Politiker
- Manfred Erjautz (* 1966), österreichischer bildender Künstler
- Manfred Ernst (* 1943), deutscher Jurist und Regionalhistoriker
- Manfred Erren (* 1928), deutscher Klassischer Philologe
- Manfred Ertel (* 1950), deutscher politischer Journalist
- Manfred Esser (1938–1995), deutscher Schriftsteller
- Manfred Espeter (1930–1992), deutscher Glasmaler und Bildhauer
- Manfred Ewald (1926–2002), deutscher Sportfunktionär

#### F
- Manfred Faber (1879–1944), deutscher Architekt
- Manfred Fallisch (* 1935), deutscher Fußballspieler
- Manfred Fanslau (* 1929), Generalleutnant der Bundeswehr
- Manfred Faßler (1949–2021), deutscher Medienwissenschaftler
- Manfred Fath (* 1938), deutscher Kunsthistoriker und Museumsleiter
- Manfred Faubel (* 1944), deutscher Experimentalphysiker
- Manfred Feher, österreichischer Tischtennis-Nationalspieler
- Manfred Feiler (1925–2020), deutscher Maler, Grafiker und Illustrator
- Manfred Feilmeier (* 1941), deutscher Versicherungsmathematiker, Informatiker und Unternehmer
- Manfred Feist (1930–2012), deutscher SED-Funktionär und Bruder Margot Honeckers
- Manfred Feld (1925–2017), deutscher Tischtennis-Nationalspieler
- Manfred Feldmüller (* 1940), ehemaliger deutscher Fußballspieler und heutiger -trainer
- Manfred Felke (* 1943), Fußballspieler in der DDR-Oberliga
- Manfred Feulner (1922–2011), deutscher Sachbuchautor
- Manfred Fiedler (1924–2018), deutscher Fußballspieler
- Manfred Fiedler (* 1925), deutscher Kulturfunktionär
- Manfred Finckh (* 1963), deutscher Geoökologe
- Manfred Findenig (* 1960), österreichischer Boxer
- Manfred Finger (1952–2010), deutscher Fußballspieler
- Manfred Fink (* 1958), deutscher Opernsänger (Tenor)
- Manfred Fischedick (* 1964), deutscher Energie- und Klimaforscher
- Manfred Fischer (1906–1987), deutscher Apotheker, Chemiker und Unternehmer
- Manfred Fischer (1933–2002), deutscher Verlags- und Industriemanager
- Manfred Fischer (1933–2010), deutscher Pfarrer
- Manfred Fischer (* 1938), deutscher Pomologe und Hochschullehrer
- Manfred Fischer (1948–2013), deutscher Pfarrer
- Manfred Fischer (* 1959), deutscher Motorradrennfahrer
- Manfred Fischer (* 1995), österreichischer Fußballspieler
- Manfred Adalbert Fischer (* 1942), österreichischer Botaniker
- Manfred F. Fischer (Manfred Frithjof Fischer; * 1936), deutscher Kunsthistoriker und Denkmalpfleger
- Manfred Flegel (1927–2018), deutscher Politiker (NDPD)
- Manfred Fleischer (* 1954), deutscher Forstwissenschaftler und Politiker (Bündnis 90/Die Grünen, CSU)
- Manfred Paul Fleischer (* 1928), deutscher Historiker
- Manfred Fleischhammer (* 1928), deutscher Arabist und Islamwissenschaftler
- Manfred Flemming (1930–2015), deutscher Maschinenbauingenieur und Professor an der ETH Zürich
- Manfred Flotho (1936–2021), deutscher Gerichtspräsident
- Manfred Fluck (1940–2025), deutscher Politiker und Landrat
- Manfred Flügge (1946–2025), deutscher Schriftsteller
- Manfred Fluß (* 1943), Bremer Politiker
- Manfred Fock (* 1943), deutscher Pianist und Musikpädagoge
- Manfred Fraider (1935–2012), Hamburger Politiker
- Manfred Frank (Geologe) (1905–1976), deutscher Geologe und Hochschullehrer
- Manfred Frank (Politiker) (1929–2003), deutscher Politiker (SPD)
- Manfred Frank (Philosoph) (* 1945), deutscher Philosoph
- Manfred Franke (1930–2020), deutscher Schriftsteller
- Manfred Frankowski (1942–2021), deutscher Fußballspieler
- Manfred Freitag (1934–1995), deutscher Drehbuchautor
- Manfred Freitag (* 1934), deutscher Maler und Grafiker
- Manfred Freyberger (1930–1980), österreichischer Filmschauspieler
- Manfred Fricke (1936–2009), deutscher Ingenieur und Hochschullehrer
- Manfred Frohl (* 1938), deutscher Fußballspieler
- Manfred Frühauf (1950–2019), deutscher Geograf, Geoökologe und Leichtathlet
- Manfred Fuchs (1924–2000), deutscher Fußballspieler
- Manfred Fuchs (* 1938), deutscher Fußballtorwart
- Manfred Fuchs (1938–2014), deutscher Raumfahrtingenieur und -unternehmer
- Manfred Fuchs, österreichischer Ökonom und Politikwissenschaftler
- Manfred Fuhrmann (1925–2005), deutscher Altphilologe
- Manfred Fulle (1936–2018), deutscher Badmintonspieler
- Manfred Füllsack (* 1960), österreichischer Sozialwissenschaftler und Hochschullehrer
- Manfred Funke (1939–2010), deutscher Politikwissenschaftler und Historiker
- Manfred Fürst (1895–1973), deutscher Schauspieler

#### G
- Manfred Gabriel (* 1939), deutscher Maler und Graphiker
- Manfred Gabrielli (1944–2005), österreichischer Sportkommentator, -moderator und -redakteur
- Manfred Gahr (* 1959), deutscher Ornithologe und Neurobiologe
- Manfred Gailus (* 1949), deutscher Historiker
- Manfred Gangl (* 1947), deutscher Politikwissenschaftler, Germanist und Historiker
- Manfred Gärtner (* 1939), deutscher Fußballspieler
- Manfred Gärtner (* 1940), deutscher Fußballspieler
- Manfred R. W. Garzmann (* 1941), deutscher Historiker und Archivar
- Manfred Gätjens (1926–2011), deutscher Jazz- und Unterhaltungsmusiker
- Manfred Gausmann (1939–2015), deutscher Politiker
- Manfred Gawlik (* 1941), deutscher Politiker
- Manfred Gehmert (1931–2020), deutscher Offizier
- Manfred Geier (* 1943), deutscher Germanist und Publizist
- Manfred Geis (* 1949), deutscher Politiker
- Manfred Geisler (Fußballspieler) (* 1941), deutscher Fußballspieler
- Manfred Geisler (Sportschütze) (* 1949), deutscher Sportschütze
- Manfred Geist (1939–1997), deutscher Journalist
- Manfred N. Geist (1926–2002), deutscher Wirtschaftswissenschaftler
- Manfred W. Gekeler (* 1951), deutscher Elektroingenieur und Hochschullehrer
- Manfred Genditzki (* 1960), deutscher Hausmeister, vermeintliches Justizopfer
- Manfred Gentz (* 1942), deutscher Manager
- Manfred George (1893–1965), deutsch-amerikanischer Journalist
- Manfred Gerber (* 1938), Generalleutnant außer Dienst des Heeres der Bundeswehr
- Manfred Gerlach (1928–2011), deutscher Politiker (LDPD)
- Manfred Gerlach (* 1954), Neurochemiker, Neuropharmakologe und Hochschullehrer
- Manfred Germar (* 1935), deutscher Leichtathlet
- Manfred Gerner (* 1939), deutscher Architekt und Denkmalpfleger
- Manfred Gerstenfeld (1937–2021), Publizist
- Manfred Gerwing (* 1954), katholischer Theologe
- Manfred Geyer (* 1951), deutscher Biathlet und Trainer
- Manfred Gieseler (* 1933), deutscher Radrennfahrer
- Manfred Gilow ( 1968), deutscher Auswanderer, TV-Darsteller und US-amerikanischer Polizist
- Manfred Gipper (* 1956), deutscher Maler und Collagist
- Manfred Gläser (1949–2024), deutscher Archäologe und Historiker
- Manfred Glöckner (1936–2005), deutscher Kanute und Kanutrainer
- Manfred Glotz (1942–1965), Todesopfer an der innerdeutschen Grenze
- Manfred Glowatzki (1933–2014), deutscher Kirchenmusiker und Posaunenchorleiter
- Manfred Goedecke (* 1949), deutscher Bergingenieur und Politiker (NDPD)
- Manfred von Golitschek (* 1943), deutscher Mathematiker
- Manfred Gollner (* 1990), österreichischer Fußballspieler
- Manfred Görg (1938–2012), deutscher Theologe und Ägyptologe
- Manfred Gorgus (* 1951), deutscher Fußballspieler
- Manfred Görig (* 1959), deutscher Politiker
- Manfred Görlach (1937–2023), deutscher Anglist und Sprachwissenschaftler
- Manfred Gorr (* 1953), deutscher Schauspieler
- Manfred Görtemaker (* 1951), deutscher Historiker
- Manfred Gortz, Pseudonym von Juli Zeh
- Manfred Göthert (1939–2019), deutscher Arzt und Pharmakologe
- Manfred Gotta (* 1947), deutscher Unternehmer und Werbetexter
- Manfred Gottschalk (1932–1982), deutscher Bischof
- Manfred Gottschall (1937–2015), deutscher Grafikdesigner
- Manfred Götzl (* 1953), deutscher Richter
- Manfred Gräber (* 1964), italienischer Naturbahnrodler
- Manfred Grabler (* 1947), australischer Skirennläufer
- Manfred Grabs (1938–1984), deutscher Musikwissenschaftler und Komponist
- Manfred Grashof (* 1946), deutscher Terrorist der Rote Armee Fraktion
- Manfred Gratz (* 1940), deutscher Fußballspieler
- Manfred Grätz (* 1935), stellvertretender Minister für Nationale Verteidigung der DDR
- Manfred Graetz (Politiker, 1946) (* 1946), deutscher Politiker
- Manfred Graul (* 1953), deutscher Fußballspieler
- Manfred Graus (1936–2022), deutscher Boxer
- Manfred Grawunder (* 1952), deutscher Fußballspieler und -trainer
- Manfred Gregor, Pseudonym von Erwin C. Dietrich (1930–2018), Schweizer Drehbuchautor, Filmproduzent, Filmregisseur und Schauspieler sowie von Gregor Dorfmeister, deutscher Journalist und Schriftsteller
- Manfred Greif (1939–1999), deutscher Fußballspieler
- Manfred Greiffenhagen (1896–1945), deutscher Schriftsteller und Kabarettautor
- Manfred H. Grieb (1933–2012), deutscher Unternehmer und Kunstsammler
- Manfred Grieger (* 1960), deutscher Historiker
- Manfred Grieser (* 1938), deutscher Leichtathlet
- Manfred Grimm (* 1939), deutscher Fußballtorwart
- Manfred Grimm (* 1948), deutscher Fußballspieler
- Manfred Gritzko (1925–2015), deutscher Funktionär der DDR-Blockpartei LDPD
- Manfred Grob (* 1952), deutscher Politiker (CDU)
- Manfred Groh (* 1948), deutscher Politiker
- Manfred Grohmann (* 1953), deutscher Bauingenieur
- Manfred Großmann (* 1936), früherer Volkskammerabgeordneter für den FDGB
- Manfred Grote (1928–2000), deutscher Schauspieler und Synchronsprecher
- Manfred Groten (* 1949), deutscher Historiker
- Manfred Grothe (* 1939), deutscher Geistlicher
- Manfred Gruber (* 1949), österreichischer Politiker (SPÖ)
- Manfred Gruber (* 1951), deutscher Maler, Grafiker und Bühnenbildner
- Manfred Grund (1929–2015), deutscher Bühnenbildner
- Manfred Grund (1936–2003), deutscher Politiker (LDPD)
- Manfred Grund (* 1955), deutscher Politiker (CDU)
- Manfred Grunert (1934–2011), deutscher Schriftsteller und Regisseur
- Manfred Güllner (* 1941), deutscher Soziologe
- Manfred Günther (1935–1989), deutscher Schauspieler
- Manfred Günther (1935–2024), deutscher Ingenieur und Professor
- Manfred Günther (* 1938), deutscher Fußballspieler
- Manfred Günther (1942–2005), deutscher Autorennfahrer
- Manfred Günther (1943–2022), deutscher Wirtschaftsinformatiker
- Manfred Günther (* 1948), deutscher Pädagogischer Psychologe
- Manfred Günther (* 1950), deutscher Pfarrer und Autor
- Manfred Günther (1956–2001), deutscher Fußballspieler
- Manfred Güthler (1927–2024), deutscher Maler, Grafiker und Designer
- Manfred Gurlitt (1890–1972), deutscher Komponist und Dirigent
- Manfred Gwinner (1926–1991), deutscher Geologe

#### H
- Manfred Haak (1931–2025), deutscher Geograph und Pädagoge
- Manfred Haake (* 1943), deutscher Ruderer
- Manfred Haas (* 1940), deutscher Fußballfunktionär
- Manfred Haase (* 1935), deutscher Fußballspieler
- Manfred Hachelberger (* 1942), deutscher Politiker (DBD)
- Manfred Häckel (1927–1972), deutscher Literaturwissenschaftler, Herausgeber und Literaturkritiker
- Manfred Häder (* 1954), deutscher Blues-Musiker (Gitarre, Gesang)
- Manfred Haferburg (* 1948), deutscher Kernenergetiker und Publizist
- Manfred Hagen (* 1934), deutscher Historiker
- Manfred Haidinger (* 1963), österreichischer Politiker (FPÖ)
- Manfred Haiduk (1929–2025), deutscher Literaturwissenschaftler
- Manfred Haimbuchner (* 1978), österreichischer Politiker
- Manfred Hamann (1926–1991), deutscher Historiker und Archivar
- Manfred Hamann (* 1939), Politiker der National-Demokratischen Partei Deutschlands (NDPD)
- Manfred Hambeck (1938–2023), deutscher Fußballspieler
- Manfred Hamm (* 1944), deutscher Fotograf
- Manfred Hammes (* 1950), deutscher Journalist
- Manfred Hampel (* 1942), deutscher Politiker (SPD) und ehemaliger Bundestagsabgeordneter
- Manfred Hanglberger (* 1952), deutscher Priester und Familientherapeut
- Manfred Häni (* 1955), Schweizer Fußballspieler und -trainer
- Manfred Hanisch (* 1950), deutscher Geschichtsdidaktiker
- Manfred Hansmann (1936–2009), deutscher Gynäkologe
- Manfred Harder (1936–2006), deutscher Wirtschaftswissenschaftler und Hochschullehrer
- Manfred Harder (1937–2000), deutscher Rechtswissenschaftler und Hochschullehrer
- Manfred Harder (1947–2018), deutscher Fußballschiedsrichter
- Manfred Hardt (1936–2001), deutscher Romanist, Italianist und Literaturwissenschaftler
- Peter Manfred Harrer (* 1971), österreichischer Politiker der Sozialdemokratischen Partei Österreichs (SPÖ)
- Manfred Harsdorff (1932–1997), deutscher Physiker und Hochschullehrer
- Manfred Hart (* 1953), deutscher Journalist
- Manfred Hasenöhrl (* 1951), österreichischer Wirtschaftsjurist
- Manfred Hättich (1925–2003), deutscher Politikwissenschaftler
- Manfred Hauke (* 1956), deutscher römisch-katholischer Theologe
- Manfred Hauser (* 1968), deutscher Beamter
- Manfred Hausmann (1898–1986), deutscher Schriftsteller, Journalist und Prediger
- Manfred Hebenstreit (* 1957), österreichischer Maler und Grafiker
- Manfred Hegger (1946–2016), deutscher Architekt und Hochschullehrer
- Manfred Heideloff (1793–1850), deutscher Maler und Kupferstecher
- Manfred Heidmann (1923–2020), deutscher Schauspieler
- Manfred Heim (* 1961), deutscher Theologe und Kirchenhistoriker
- Manfred Heimers (* 1956), deutscher Historiker und Archivar
- Manfred Peter Hein (1931–2025), deutscher Schriftsteller und Übersetzer
- Manfred Heindler (1943–2006), österreichischer Experte für Nuklearenergie
- Manfred Heine (1932–2019), deutscher Schauspieler, Regisseur und Pädagoge
- Manfred Heinemann (* 1941), deutscher Politiker (CDU)
- Manfred Heinemann (* 1943), deutscher Erziehungswissenschaftler, Historiker und Hochschullehrer
- Manfred Heinrich (* 1958), deutscher Rechtswissenschaftler
- Manfred Heintze (1934–1985), deutscher Designer
- Manfred Heinze (* 1959), deutscher Maler, Objektkünstler und Autor
- Manfred Heise (* 1940), deutscher Politiker
- Manfred Heiting (* 1943), deutsch-amerikanischer Werbe- und Buchgestalter
- Manfred Held (1933–2011), deutscher Physiker, Erfinder und Hochschullehrer
- Manfred Hell (* 1956), deutscher Unternehmer und Sportfunktionär
- Manfred Hellmann (1912–1992), deutscher Historiker
- Manfred W. Hellmann (* 1936), deutscher Linguist und Germanist
- Manfred Hellmann (* 1948), deutscher Politiker (Die Linke), MdL Thüringen
- Manfred Hellmann (* 1962), deutscher Fußballspieler
- Manfred Henkel (1936–1988), deutscher Maler, Zeichner und Bildhauer
- Manfred Hennig (* 1952), deutscher Musiker und Keyboarder
- Manfred Henninger (1894–1986), deutscher Künstler
- Manfred Henrich (1925–2003), deutscher Oberbürgermeister
- Manfred Hepperle (1931–2012), deutscher Mundartdichter, Kabarettist, Hörspielautor und Zeichner
- Manfred Hering (* 1939), deutscher Jazzsaxophonist
- Manfred Hermann (1937–2011), deutscher Kunsthistoriker
- Manfred Hermanns (* 1936), deutscher Sozialwissenschaftler
- Manfred Herrmann (1932–1997), deutscher Mathematiker
- Manfred Herzer (* 1949), deutscher Autor
- Manfred Hettling (* 1956), deutscher Historiker
- Manfred Heyl (1908–2001), deutscher Komponist
- Manfred Hildebrandt (um 1940–nach 1987), deutscher Kameramann und Filmregisseur
- Manfred Hildebrandt (* 1953), deutscher Fußballspieler
- Manfred Hildermeier (* 1948), deutscher Historiker
- Manfred Hinrich (1926–2015), deutscher Kinderlieder- und Kinderbuchautor, Journalist und Aphoristiker
- Manfred Hinz (1936–2001), deutscher Rechtswissenschaftler
- Manfred Hinz (* 1952), deutscher Romanist
- Manfred Hinze (* 1933), deutscher Leichtathlet
- Manfred Hiptmair (* 1965), österreichischer Judoka
- Manfred Hirsch (* 1962), deutscher Fußballspieler
- Manfred Höberl (* 1964),  österreichischer Bodybuilder und Strongman
- Manfred Hobsch (1951–2016), deutscher Autor
- Manfred Hochmeister (* 1957), österreichischer Mediziner
- Manfred Hoffmann (* 1938), deutscher Agrarwissenschaftler und Hochschullehrer
- Manfred Höfler (1937–1995), deutscher Romanist, Sprachwissenschaftler und Lexikograf
- Manfred Hofmann (* 1949), deutscher Autor und Publizist
- Manfred Hofmann (* 1948), deutscher Handballtorwart
- Manfred Hofmann (* 1954), deutscher General
- Manfred Hofmeyer (* 1950), deutscher Brigadegeneral
- Manfred Hohn (1941–2019), österreichischer Schriftsteller
- Manfred Hollegger, stellvertretender Projektleiter und Mitarbeiter der Regesta Imperii
- Manfred Hollenbach (* 1946), deutscher Politiker
- Manfred J. Holler (* 1946), deutscher Volkswirt und Hochschullehrer
- Manfred Holz (1938–2014), deutscher Physiker
- Manfred Hölzl (1941–2003), deutscher Politiker (CSU)
- Manfred Hölzlein (* 1942), deutscher Jurist und Politiker
- Manfred Honeck (* 1958), österreichischer Dirigent und Bratschist
- Manfred Höner (1937–2021), deutscher Fußballtrainer
- Manfred Honetschläger (* 1959), deutscher Jazzmusiker
- Manfred Hönig (* 1961), deutscher Maler
- Manfred Höppner (1934–2023), deutscher Arzt
- Manfred Horch (1948–2009), deutscher Theologe und Geistlicher
- Manfred Hörhammer (1905–1985), deutscher Kapuzinerpater
- Manfred Horowitz (1880–1937), deutscher Jurist und Politiker
- Manfred Horstmann (1928–1992), deutscher Physiker und Hochschullehrer
- Manfred Hößl (* 1955), deutscher Kirchenmusiker und Herausgeber von Musikeditionen
- Manfred Hrubant (* 1955), österreichischer Schriftsteller
- Manfred Hubele (1940–2011), deutscher Sportreporter
- Manfred Hugenschmidt (* 1940), deutscher Physiker
- Manfred Hugo (* 1942), deutscher Jurist und Verwaltungsbeamter
- Manfred Hühn (* 1940), deutscher Agrarwissenschaftler
- Manfred Hülsken-Giesler (* 1966), deutscher Pflegewissenschaftler
- Manfred Humbs (1926–2000), deutscher Politiker
- Manfred Hummitzsch (1929–2015), deutscher Parteifunktionär (SED) und Generalleutnant des Ministeriums für Staatssicherheit
- Manfred Hüniken (1928–2017), deutscher Politiker (CDU)
- Manfred Hunkemöller, deutscher Unternehmer und Hochschullehrer
- Manfred Hunziker (* 1939), Schweizer Alpinist und Autor
- Manfred Hürlimann (* 1958), Schweizer Maler und Zeichner
- Manfred Husmann (* 1943), deutscher Richter
- Manfred Huss (* 1956), österreichischer Dirigent und Pianist
- Manfred Hutter (* 1957), österreichischer Religionswissenschaftler und Hochschullehrer
- Manfred Hüttner (1930–2017), deutscher Wirtschaftswissenschaftler

#### I
- Manfred Inger (1907–1984), österreichischer Theater- und Filmschauspieler und Kabarettist
- Manfred Isemeyer (* 1948), deutscher Politologe, Publizist und Humanist

#### J
- Manfred A. Jäch (* 1958), österreichischer Koleopterologe
- Manfred Jacobs (1928–1994), deutscher evangelischer Theologe
- Manfred Jäger (* 1950), deutscher Endurosportler
- Manfred Jäger (* 1965), deutscher Politiker (CDU)
- Manfred Jähnichen (1933–2019), deutscher Slawist und Übersetzer
- Manfred Jakubowski-Tiessen (* 1948), deutscher Historiker
- Manfred Jendryschik (1943–2025), deutscher Schriftsteller
- Manfred Jenke (1931–2018), deutscher Journalist und Publizist
- Manfred Jester († 1977), österreichischer Schauspieler
- Manfred Jenning (1929–1979), deutscher Schauspieler, Autor, Regisseur und Synchronsprecher
- Manfred Jessen-Klingenberg (1933–2009), deutscher Historiker
- Manfred Jordan (1929–1996), deutscher Schriftsteller und Drehbuchautor
- Manfred Josuttis (1936–2018), deutscher Theologe
- Manfred Jungwirth (1919–1999), österreichischer Opernsänger (Bass)
- Manfred W. Jürgens (* 1956), deutscher Maler

#### K
- Manfred Kage (1935–2019), deutscher Chemiker und Fotograf
- Manfred Kaiser (1929–2017), deutscher Fußballspieler
- Manfred Kallenbach (1942–2010), deutscher Fußballspieler
- Manfred Kaltz (* 1953), deutscher Fußballspieler
- Manfred Kanther (* 1939), deutscher Politiker
- Manfred Kapluck (1929–2014), deutscher Parteifunktionär (KPD, DKP)
- Manfred Kappeler (* 1940), deutscher Sozialpädagoge, Kinder- und Jugendlichenpsychotherapeut, Professor für Sozialpädagogik sowie Sachbuchautor
- Manfred M. Kappes (* 1957), deutscher Physikochemiker
- Manfred Karduck (* 1939), deutscher Priester, Lehrer sowie Chor- und Orchesterleiter
- Manfred Karge (* 1938), deutscher Schauspieler, Regisseur und Bühnenautor
- Manfred Karnetzki (1928–2008), deutscher evangelischer Pfarrer
- Manfred Karnick (1934–2022), deutscher Germanist und Literaturwissenschaftler
- Manfred Karremann (* 1961), deutscher Autor und Journalist
- Manfred Karsubke (1929–2011), deutscher Glasmaler
- Manfred Kaufmann (* 1946), deutscher Gynäkologe und Geburtshelfer
- Manfred Kaufmann (1950–1987), österreichischer Filmregisseur
- Manfred Kaufmann (* 1978), liechtensteinischer Politiker (VU)
- Manfred Kiedorf (1936–2015), deutscher Bühnenbildner, Illustrator und Miniaturist
- Manfred Kielnhofer (* 1967), österreichischer Maler, Bildhauer, Designer und Fotograf
- Manfred Kiese (1910–1983), deutscher Pharmakologe und Toxikologe
- Manfred von Killinger (1886–1944), deutscher Marineoffizier, nationalsozialistischer Politiker und Diplomat
- Manfred Kinder (* 1938), deutscher Leichtathlet
- Manfred Kittel (* 1962), deutscher Historiker
- Manfred Klaiber (1903–1981), deutscher Diplomat
- Manfred Klapczynski (* 1939), deutscher Fußballspieler
- Manfred Klein (1925–1981), deutscher katholischer Jugendvertreter
- Manfred Klein (1932–2018), deutscher Typograf
- Manfred Klein (1935–2004), deutscher Fußballspieler
- Manfred Klein (1936–2012), deutscher Politiker
- Manfred Klein (* 1947), deutscher Ruderer
- Manfred Kleine-Hartlage (* 1966), deutscher Publizist
- Manfred Klieme (* 1936), deutscher Radrennfahrer
- Manfred Kloiber (* 1962), deutscher freiberuflicher Journalist
- Manfred Kluge (1928–1971), deutscher Komponist, Kirchenmusiker und Musiktheoretiker
- Manfred Kluth (1936–2010), deutscher Ruderer
- Manfred Knickenberg (* 1937), deutscher Leichtathlet
- Manfred von Knobelsdorff (1892–1965), deutscher Berufsoffizier und SS-Obersturmbannführer
- Manfred Knodt (1920–1995), deutscher Pfarrer und Historiker
- Manfred Knof (* 1965), deutscher Bankmanager
- Manfred Kober (* 1945), deutscher Zahnarzt und Politiker (DDR-CDU, CDU)
- Manfred Kobuch (1935–2018), deutscher Archivar und Historiker
- Manfred Koch (1901–1972), deutscher Lepidopterologe (Schmetterlingskundler) und Insektenhändler
- Manfred Koch (* 1955), deutscher Literaturwissenschaftler, Essayist und Literaturkritiker
- Manfred Koch-Hillebrecht (1928–2020), deutscher Politikpsychologe
- Manfred Kochen (1928–1989), US-amerikanischer Mathematiker, Informationswissenschaftler und Informatiker österreichischer Herkunft
- Manfred Kock (* 1936), deutscher Theologe
- Manfred Waldemar Kohl, aus Deutschland stammender Theologe und Publizist
- Manfred R. Köhler (1927–1991), deutscher Synchronregisseur, Drehbuchautor und Filmregisseur
- Manfred Köhler (* 1955), deutscher Landschaftsarchitekt, Ökologe und Umweltplaner
- Manfred Köhnlechner (1925–2002), deutscher Verlagsmanager und Heilpraktiker
- Manfred Kohrs (* 1957), deutscher Konzeptkünstler und Tätowierer
- Manfred Kohrt (* 1947), deutscher Germanist, Linguist und Hochschullehrer
- Manfred Kokot (* 1948), deutscher Leichtathlet
- Manfred Kolbe (* 1953), deutscher Politiker
- Manfred Koller (1941–2025), österreichischer Restaurator und Dozent für Technologie und Konservierung
- Manfred Kölly (* 1954), österreichischer Politiker
- Manfred Komorowski (* 1948), deutscher Romanist und Bibliothekar
- Manfred Köhne (1939–2014), deutscher Agrarökonom
- Manfred König (Grafiker) (1934–1994), deutscher Werbegrafiker
- Manfred König (Verwaltungsjurist) (1935–2019), deutscher Verwaltungsjurist
- Manfred Königstein (* 1963), deutscher Ökonom und Hochschullehrer
- Manfred Koob (1949–2011), deutscher Architekt und Hochschullehrer
- Manfred Körber (* 1962), deutscher Pastoraltheologe
- Manfred Korfmann (1942–2005), deutscher prähistorischer Archäologe
- Manfred Korytowski (1936–1999), deutscher Filmproduzent
- Manfred Koslowski (1944–2019), deutsch-kanadischer Schauspieler
- Manfred Kossok (1930–1993), deutscher Historiker
- Manfred Kötter (1936–2023), deutscher Springreiter und Springreittrainer
- Manfred Koutek (* 1951), österreichischer Maler, Zeichner und Grafiker
- Manfred Kraff (* 1959), deutscher EU-Beamter
- Manfred Krafft (1937–2022), deutscher Fußballtrainer
- Manfred Krafft (* 1963), deutscher Wirtschaftswissenschaftler
- Manfred Kramer (1939–2025), deutscher Politiker
- Manfred H. Krämer (* 1956), deutscher Journalist
- Manfred Kranich (* 1936), deutscher Schauspieler und Hörspielsprecher
- Manfred Krassnitzer (* 1968), österreichischer Fußballschiedsrichter
- Manfred Kraus (1928–2021), deutscher Zoologe und Direktor des Tiergartens Nürnberg
- Manfred Krausbar (* 1942), österreichischer Ruderer
- Manfred Kraushofer (* 1969), ehemaliger österreichischer Gewichtheber und mehrfacher österreichischer Staatsmeister
- Manfred Krauß (* 1939), deutscher Informationstechniker und Hochschullehrer
- Manfred Krebernik (* 1953), deutscher Altorientalist
- Manfred Krebs (1892–1971), deutscher Historiker
- Manfred Krei (* 1946), ehemaliger deutscher Fußballtorhüter
- Manfred Kremser (1950–2013), österreichischer Ethnologe
- Manfred Krendl (1933–2000), österreichischer Politiker
- Manfred Kreß (1937–2008), deutscher Fußballspieler
- Manfred Kreuz (* 1936), deutscher Fußballspieler
- Manfred Krick (* 1956), deutscher Politiker
- Manfred Kridl (1882–1957), polnischer Literaturwissenschaftler
- Manfred Kriener (* 1953), deutscher Journalist
- Manfred Kroboth (1966–2015), deutscher Künstler
- Manfred Kroke (1941–2013), deutscher Fußballtorhüter
- Manfred Kropp (* 1947), deutscher Semitist
- Manfred Krug (1937–2016), deutscher Schauspieler und Sänger
- Manfred Krupp (* 1956), deutscher Journalist
- Manfred Krüger (* 1925), deutscher Fußballspieler
- Manfred Krüger (* 1938), deutscher Anthroposoph und Schriftsteller
- Manfred Krüppel (* 1947), deutscher Mathematiker
- Manfred Krüttner (1909–1992), österreichischer Politiker
- Manfred Kubik (* 1967), ehemaliger deutscher Fußballtorwart
- Manfred Kubny (* 1959), deutscher Sinologe
- Manfred Kubowsky (* 1939), deutscher Schriftsteller und Maler
- Manfred Kuhmichel (* 1943), deutscher Politiker
- Manfred Kuhn (1931–2011), deutscher Chemiker und Hochschullehrer
- Manfred Kujawski (1924–2024), deutscher Setdesigner, Modellbauer und Formgestalter
- Manfred Kullmann (* 1938), deutscher Jazzpianist
- Manfred Kummer (1928–2012), deutscher Elektroingenieur und Hochschul-Professor für Hochfrequenztechnik
- Manfred Kummich (* 1942, † unbekannt), deutscher Radrennfahrer
- Manfred Kunst (* 1951), deutscher Schauspieler
- Manfred Kupfer (* 1948), Fußballspieler in der DDR-Oberliga
- Manfred Kupferschmied (* 1941), Fußballspieler in der DDR-Oberliga
- Manfred Kursawa (1933–2001), deutscher Fußballfunktionär
- Manfred Kurzer (* 1970), deutscher Sportschütze
- Manfred Kusno (* 1951), deutscher Musiker, Keyboarder und Gitarrist
- Manfred Kutscher (* 1943), deutscher Fossiliensammler und Privatpaläontologe
- Manfred Kuttner (1937–2007), deutscher Künstler
- Manfred Kyber (1880–1933), deutscher Schriftsteller

#### L
- Manfred Lachs (1914–1993), polnischer Rechtswissenschaftler und Diplomat
- Manfred Lackner (* 1946), österreichischer Politiker
- Manfred Ladwig, deutscher Fernsehjournalist
- Manfred Lahnstein (* 1937), deutscher Politiker (SPD) und Manager
- Manfred Lämmer (* 1943), deutscher Sporthistoriker und emeritierter Professor der Deutschen Sporthochschule Köln
- Manfred Landfester (1937–2024), deutscher Klassischer Philologe
- Manfred von Landsberg-Velen (1923–2010), deutscher Politiker
- Manfred Lange (* 1942), deutscher Fußballspieler
- Manfred Lange (* 1950), General der Luftwaffe der Bundeswehr im Ruhestand
- Manfred Langner (1941–2024), deutscher Politiker (CDU)
- Manfred Laubert (1877–1960), deutscher Historiker
- Manfred Laucht (1946–2020), deutscher Psychologe und Hochschullehrer
- Manfred Lauermann (* 1947), deutscher Soziologe, Ideengeschichtler und Linksintellektueller
- Manfred Lautenschläger (* 1938), deutscher Rechtsanwalt
- Manfred Lederberger (* 1923), ursprünglicher Name des israelischen Diplomaten Mordechai Lador
- Manfred Bennington Lee (1905–1971), Mitautor von Ellery Queen
- Manfred Leger (* 1954), deutscher Wirtschaftsingenieur
- Manfred Lehmann (* 1945), deutscher Schauspieler und Synchronsprecher
- Manfred Lehmbruck (1913–1992), deutscher Architekt
- Manfred Lehner (* 1963), österreichischer Klassischer und Provinzialrömischer Archäologe
- Manfred Leisenberg (* 1954), deutscher Informatiker
- Manfred Lemmer (1928–2009), deutscher Altgermanist
- Manfred Lennings (1934–2008), deutscher Industriemanager
- Manfred Lentzen (* 1940), deutscher Romanist und Literaturwissenschaftler
- Manfred Lenz (1947–2021), deutscher Fußballspieler und -trainer
- Manfred Lenz (* 1947), deutscher Politiker (SPD)
- Manfred Lepa (* 1936),  Richter am Bundesgerichtshof
- Manfred Letzelter (* 1940), deutscher Sportwissenschaftler und Leichtathlet
- Manfred Letzerich (* 1942), deutscher Leichtathlet
- Manfred Leuchter (* 1960), deutscher Musiker
- Manfred Leve (1936–2012), deutscher Rechtsanwalt, Bundesbeamter und Künstlerfotograf
- Manfred Lewandowski (1895–1970), deutsch-US-amerikanischer Kantor, klassischer Sänger (Bariton) und Komponist
- Manfred Lichtenfeld (1925–1997), deutscher Schauspieler und Synchronsprecher
- Manfred Lieb (1935–2017), deutscher Rechtswissenschaftler
- Manfred Liebel (* 1940), deutscher Sozialwissenschaftler
- Manfred Lienemann (* 1946), deutscher Fußballspieler
- Manfred Linck (* 1957), deutscher Publizist, Historiker und Offizier
- Manfred Lindemann-Frommel (1852–1939), deutscher Landschafts- und Marinemaler
- Manfred Lindner (1918–2007), deutscher Nervenarzt und Nabatäer-Forscher
- Manfred Lindner (* 1937), deutscher Jazzmusiker
- Manfred Lindner, deutscher Fußballspieler, der ausschließlich für den FC Bayern München aktiv war
- Manfred Lindner (* 1957), deutscher Physiker
- Manfred Linz (1945–2004), deutscher Fußballspieler
- Manfred Linzmaier (* 1962), österreichischer Fußballspieler und -trainer
- Manfred Liptow (* 1948), deutscher Schauspieler, Synchron- und Hörspielsprecher
- Manfred List (* 1936), deutscher Politiker
- Manfred Lochbrunner (* 1945), deutscher Theologe
- Manfred Löffler (* 1930), Funktionär der DDR-Blockpartei LDPD
- Manfred Lohöfener (* 1956), deutscher Ingenieur und Professor für mechatronische Systeme
- Manfred Lohrengel (1937–2006), deutscher Bildhauer
- Manfred Lohse (* 1948), deutscher Wasserbauingenieur, Experte für Trinkwasser- und Abwassertechnik und Forscher auf dem Gebiet des Gewässerschutzes
- Manfred Loimeier (* 1960), deutscher Journalist und Afrikanist
- Manfred Lopatenko (* 1958), deutscher Fußballspieler
- Manfred Lorenz (1929–2017), deutscher Sprachwissenschaftler, Übersetzer und Iranist
- Manfred Losch (1938–2009), deutscher Leichtathlet und Olympiateilnehmer
- Manfred Lossau (1934–2017), deutscher Altphilologe
- Manfred Loth (* 1943), deutscher Motorbootrennfahrer
- Manfred Löwisch (* 1937), deutscher Rechtswissenschaftler
- Manfred Lucas (* 1943), deutscher Politiker
- Manfred Luckas (* 1965), deutscher Autor, Lektor und Literaturwissenschaftler
- Manfred Lucha (* 1961), deutscher Politiker
- Manfred Luchterhandt (* 1966), deutscher Kunsthistoriker
- Manfred Luda (1921–2014), deutscher Politiker
- Manfred Lüder (1930–2023), deutscher Anästhesiologe
- Manfred Ludes (1928–2011), deutscher Architekt
- Manfred Lukas-Luderer (* 1951), österreichischer Theater- und Filmschauspieler sowie Regisseur
- Manfred Lurker (1928–1990), deutscher Privatgelehrter
- Manfred Luther (1925–2004), deutscher Konstruktivist, Künstler und Philosoph
- Manfred Lütz (* 1954), deutscher Psychiater, Theologe und Autor

#### M
- Manfred Maeder (* 1945), deutscher Fußballspieler
- Manfred Mäder (1948–1986), Todesopfer an der Berliner Mauer
- Manfred Mai (* 1949), deutscher Schriftsteller
- Manfred Mai (* 1953), deutscher Politikwissenschaftler
- Manfred Maier (1944–2021), bayerischer Schauspieler
- Manfred Meinz (1931–2007), deutscher Kunsthistoriker
- Manfred Manglitz (* 1940), deutscher Fußballspieler
- Manfred Mann (* 1940), südafrikanischer Musiker
- Manfred Markefka (1932–2012), deutscher Soziologe und Hochschullehrer
- Manfred Jürgen Matschke (* 1943), deutscher Ökonom
- Manfred Matuschewski (* 1939), deutscher Leichtathlet
- Manfred Maurenbrecher (* 1950), deutscher Liedermacher
- Manfred Maus (* 1935), deutscher Unternehmer
- Manfred Mautner Markhof junior (1927–2008), österreichischer Industrieller und Politiker
- Manfred Mautner Markhof senior (1903–1981), österreichischer Unternehmer
- Manfred Max-Neef (1932–2019), deutsch-chilenischer Ökonom
- Manfred Alfred Maria Mayer (* 1950), deutscher Jurist und Hochschullehrer
- Manfred Ludwig Mayer (1934–2020), deutscher Politiker (SPD)
- Manfred M. Mayer (1916–1984), deutsch-US-amerikanischer Immunologe
- Manfred Mayrhofer (1926–2011), österreichischer Indogermanist
- Hans Manfred Mayrzedt (* 1942), österreichischer Ökonom
- Manfred Mehl (* 1939), deutscher Gymnasiallehrer und Numismatiker
- Manfred Meier-Preschany (1929–2014), deutscher Bankmanager
- Manfred Meinsen (1938–2025), deutscher Politiker (Bündnis 90/Die Grünen)
- Manfred Meinz (1931–2007), deutscher Kunsthistoriker und Museumsdirektor
- Manfred Meisel (1948–1997), deutscher Restaurant- und Barbetreiber
- Manfred Melzer (1944–2018), deutscher Geistlicher, Weihbischof in Köln
- Manfred Menger (* 1936), deutscher Historiker und Hochschullehrer
- Manfred Menzel (* 1935), deutscher Fußballspieler
- Manfred Mergel (* 1959), schwäbischer Mundartprediger und Mundartautor
- Manfred Merkel (General) (* 1933), deutscher Generalmajor
- Manfred Merkel (Kanute) (* 1938), deutscher Kanute und Sportfunktionär
- Manfred Merkel (Fußballspieler) (* 1945), deutscher Fußballspieler
- Manfred Mertel (* 1954), österreichischer Fußballspieler und Politiker
- Manfred Messerschmidt (1926–2022), deutscher Militärhistoriker und Jurist
- Manfred Michel (Politiker) (* 1953), deutscher Politiker
- Manfred Miethe (* 1950), schweizerisch-deutscher Schriftsteller und Übersetzer
- Manfred Mitterbauer (* 1941), österreichischer General
- Manfred Moch (1930–2011), deutscher Musiker
- Manfred Möck (* 1959), deutscher Schauspieler
- Manfred Mölgg (* 1982), italienischer Skirennläufer
- Manfred Möller (1939–2022), deutscher Biochemiker und forensischer Toxikologe
- Manfred Molzberger (1936–2003), deutscher Leichtathlet
- Manfred Mosblech (1934–2012), deutscher Regisseur, Drehbuchautor und Schauspieler
- Manfred Moser (* 1956), österreichischer Politiker (SPÖ)
- Manfred Moser (* 1958), liechtensteinischer Fußballspieler
- Jörg Manfred Mössner (* 1941), deutscher Rechtswissenschaftler
- Manfred de la Motte (1935–2005), deutscher Ausstellungsmacher und Publizist
- Manfred Muckenhaupt (* 1946), deutscher Erziehungs- und Medienwissenschaftler
- Manfred Mudelsee (* 1962), deutscher Klimaforscher
- Manfred Mugrauer (* 1977), österreichischer Historiker
- Manfred Mühlbeyer (* 1955), deutscher Buch-, Bühnen- und Filmautor, Regisseur und Eventmanager
- Manfred Mühlmann (1931–2014), deutscher Rechtswissenschaftler und Politiker der DDR-Blockpartei NDPD
- Manfred Mühr (* 1967), österreichischer Wirtschaftstreuhänder und ehemaliger Eishockeystürmer
- Manfred Müller (1926–2015), deutscher Geistlicher, Bischof von Regensburg
- Manfred Müller (* 1938), deutscher Schauspieler
- Manfred Müller (* 1939), deutscher Fußballspieler
- Manfred Müller (1940–2004), deutscher Journalist
- Manfred Müller (* 1941), deutscher Fußballspieler
- Manfred Müller (1943–2025), deutscher Gewerkschafter und Politiker, MdB
- Manfred Müller (* 1947), deutscher Fußballspieler und Fernsehproduzent
- Manfred Müller (* 1948), deutscher Eishockey-Trainer und ehemaliger -Spieler
- Manfred Müller (1950–2019), österreichischer Drehbuchautor, Puppenspieler und Direktor des Wiener Urania-Puppentheaters
- Manfred Müller (* 1961), deutscher Politiker (CDU)
- Manfred Munzert (* 1942), deutscher Pflanzenbauwissenschaftler
- Manfred Murck (* 1949), deutscher Soziologe
- Manfred Mutter (* 1942), deutscher Chemiker
- Manfred Mutz (1945–2013), deutscher Pädagoge und Politiker

#### N
- Manfred Naegele (1939–2024), deutscher Journalist, Regisseur, Galerist, Filmschaffender und Fernsehredakteur
- Manfred Nagl (* 1944), deutscher Informatiker und Professor
- Manfred Nagler (1939–2024), deutscher Politiker (CSU)
- Manfred Nahrstedt (1948–2023), deutscher Politiker
- Manfred Näslund (1899–1988), schwedischer Forstwissenschaftler
- Manfred Naumann (Romanist) (1925–2014), deutscher Romanist
- Manfred Naumann (Politiker) (* 1928), deutscher Lehrer und Politiker (SPD), MdVK
- Manfred Naumann (Leichtathlet) (* 1933), deutscher Leichtathlet
- Manfred Nebelin (* 1955), deutscher Historiker
- Manfred Neitzel (1934–2022), deutscher Maschinenbauer
- Manfred Nerlinger (* 1960), deutscher Gewichtheber
- Manfred Neuhaus (* 1946), deutscher Historiker
- Manfred Neumann (Maler) (* 1938), deutscher Maler und Zeichner
- Manfred J. M. Neumann (1940–2016), deutscher Ökonom
- Manfred Neumeier (* 1940), deutscher Rockmusiker
- Manfred Neumerkel (* 1929), deutscher Fußballspieler
- Manfred Neun (* 1950), deutscher Unternehmer
- Manfred Neuner (1945–2001), deutscher Fußballschiedsrichter
- Manfred Neuwirth (* 1954), österreichischer Regisseur, Produzent, Kameramann und Medienkünstler
- Manfred Niehaus (1933–2013), deutscher Komponist, Bratschist, Chorleiter und Rundfunkredakteur
- Manfred Niehuis (* 1944), deutscher Biologe und Hochschullehrer
- Manfred Niekisch (1951–2024), deutscher Biologe und Zoodirektor
- Manfred Nielson (* 1955), deutscher Admiral
- Manfred Niemeyer (* 1947), deutscher Slawist
- Manfred Nieswand (* 1955), deutscher Tischtennisspieler
- Manfred Nimtz (* 1955), deutscher Großmeister im Fernschach
- Manfred Nink (* 1950), deutscher Politiker (SPD)
- Manfred Nitsche (1938–2024), deutscher Maler und Grafiker
- Manfred Noa (1894–1930), deutscher Filmregisseur und Szenenbildner
- Manfred Nössig (* 1930), deutscher Theaterwissenschaftler
- Manfred Nötzel (* 1950), Generalstaatsanwalt a. D.
- Manfred Nowak (* 1950), österreichischer Rechtswissenschaftler und Hochschullehrer
- Manfred Nußbaumer (* 1940), deutscher Bauingenieur für Geotechnik
- Manfred Nüssel (* 1948), deutscher Politiker

#### O
- Manfred Oechsle (1934–2006), deutscher Verwaltungsjurist, Landrat und Oberbürgermeister
- Manfred Odermatt (1940–2024), Schweizer Fußballspieler
- Manfred Oehmichen (1910–2002), deutscher Maschinenbauingenieur und Hochschullehrer
- Manfred Oelsner (1932–2002), deutscher Lokalhistoriker
- Manfred Oeming (* 1955), deutscher Theologe und Hochschullehrer
- Manfred Ommer (1950–2021), deutscher Leichtathlet
- Manfred Opel (* 1938), deutscher Offizier und Politiker (SPD)
- Manfred Oppermann (* 1941), deutscher Klassischer Archäologe
- Manfred Oppermann (1951–2023), Abgeordneter der Bremischen Bürgerschaft
- Manfred Ortner (* 1943), österreichischer Architekt und Hochschullehrer
- Manfred Orzessek (1933–2012), deutscher Fußballtorhüter und -trainer
- Manfred Osei Kwadwo (* 1995), deutscher Fußballspieler
- Manfred Osten (* 1938), deutscher Autor
- Manfred Oesterle (1928–2010), deutscher Maler, Grafiker, Karikaturist und Plastiker
- Manfred Ostermann (* 1958), deutscher Landrat
- Manfred Osthaus (1933–2012), deutscher Architekt, Stadtplaner und Staatsrat (SPD) in Bremen
- Manfred Otte (1941–1989), deutscher Violinist und Dirigent
- Manfred Otto (1927–2013), deutscher baptistischer Geistlicher
- Manfred Oettl Reyes (* 1993), deutsch-peruanischer Skirennläufer
- Manfred Otzelberger (* 1959), deutscher Journalist
- Manfred Overesch (* 1939), deutscher Zeithistoriker
- Manfred Overhaus (1939–2019), deutscher Staatssekretär

#### P
- Manfred Padberg (1941–2014), deutscher Mathematiker
- Manfred Paerisch (1921–2008), deutscher Sportmediziner und Hochschullehrer
- Manfred Paethe (1944–2014), deutscher Schauspieler
- Manfred Pagel (1929–2018), deutscher Politiker (SED)
- Manfred Pahl-Rugenstein (1910–1990), deutscher Verleger
- Manfred Palmen (1945–2022), deutscher Politiker (CDU)
- Manfred von Papen (* 1943), deutscher Cartoonist
- Manfred Papo (1898–1966), österreichischer Rabbiner
- Manfred Papst (* 1956), Schweizer Journalist
- Manfred Paul (1932–2021), erster ordentlicher Professor für Informatik
- Manfred Paul (1938–2020), deutscher Evangelist
- Manfred Paul (1939–2006), deutscher Fußballspieler
- Manfred Paul (* 1942), deutscher Fotograf
- Manfred Paula (* 1964), deutscher Fußballfunktionär und -trainer
- Manfred Paulus (* 1943), deutscher Kriminalbeamter
- Manfred Pawlak (1929–1995), deutscher Politiker
- Manfred Payrhuber (1940–2018), österreichischer Sportkommentato
- Manfred Pechau (1909–1950), deutscher SS-Sturmbannführer
- Manfred Pelzer (* 1935), deutscher Basketballfunktionär
- Manfred Pentz (* 1980), deutscher Politiker (CDU)
- Manfred Pernice (* 1963), deutscher Künstler
- Manfred Perterer (* 1960), österreichischer Zeitungsjournalist
- Manfred Pertlwieser (1935–2015), österreichischer Prähistoriker, Graphiker und Autor zahlreicher Fachartikel
- Manfred Peschel (1932–2002), deutscher Mathematiker, Systemtheoretiker und Kybernetiker sowie Professor für Steuerungs- und Regelungstechnik
- Manfred Pesditschek (1944–2015), deutscher Politiker (SPD) und Mitglied des Niedersächsischen Landtages
- Manfred Peters (* 1937), deutscher Handballspieler
- Manfred Petersen (1933–2018), deutscher Synchronsprecher und Schauspieler
- Manfred Petry (* 1953), deutscher Politiker
- Manfred Petz (* 1961), deutscher Fußballtorwart, -funktionär und -trainer
- Manfred Pfeifer (1934–2003), deutscher Fußballspieler und -trainer
- Manfred Pietsch (1936–2015), deutscher Maler und Grafiker
- Manfred H. Pilkuhn (1934–2015), deutscher Physiker
- Manfred Pilsz (* 1954), österreichischer Lehrer und Kulturschaffender
- Manfred L. Pirner (* 1959), deutscher evangelischer Theologe
- Manfred von Plotho (1908–1987), deutscher Offizier
- Manfred Podlich (1940–2023), deutscher Fußballspieler
- Manfred Pohl (1943–2015), deutscher Japanologe
- Manfred Pohl (* 1944), deutscher Historiker und Volkswirt
- Manfred Pohlen (1930–2024), deutscher Hochschullehrer, Psychosomatiker, Psychiater, Neurologe, Psychoanalytiker und Lehranalytiker
- Manfred Pohlmann (* 1955), deutscher Liedermacher
- Manfred Pohlschmidt (* 1940), deutscher Fußballspieler
- Manfred Pointner (1943–2023), deutscher Politiker
- Manfred Pollatz (1886–1964), deutscher Reformpädagoge, Herausgeber und Übersetzer
- Manfred Pollmer (1922–2000), deutscher Mundartdichter und Heimatforscher
- Manfred Pomp (* 1964), deutscher Fußballspieler
- Manfred Popp (* 1941), deutscher Physiker
- Manfred Porkert (1933–2015), deutscher Sinologe
- Manfred Porsch (* 1950), österreichischer Komponist
- Manfred Portugall, deutscher Jazz-Gitarrist
- Manfred Posch (1943–2016), österreichischer Journalist
- Manfred Praeker (1951–2012), deutscher Musikproduzent, Sänger und Musiker
- Manfred Pranger (* 1978), österreichischer Skirennläufer
- Manfred Prasser (1932–2018), deutscher Architekt
- Manfred Preiß (* 1939), deutscher Politiker und Minister
- Manfred Prenzel (* 1952), deutscher Erziehungswissenschaftler, Bildungsforscher und Hochschullehrer
- Manfred Prescher (1961–2023), deutscher Journalist, Buchautor und Radiomoderator
- Manfred Preuss (* 1951), deutscher Politiker (CDU)
- Manfred Preußger (* 1932), deutscher Leichtathlet
- Manfred Prinz (* 1951), deutscher Romanist
- Manfred Prior (* 1954), deutscher Psychologe, Therapeut und Autor
- Manfred Prisching (* 1950), österreichischer Soziologe
- Manfred Probst (* 1939), deutscher Theologe
- Manfred Püchel (* 1951), deutscher Politiker
- Manfred Puck (* 1941), deutscher Badmintonspieler
- Manfred Punge (1931–2014), deutscher evangelischer Theologe
- Manfred Purzer (* 1931), deutscher Journalist
- Manfred Putz (1969–2015), österreichischer Handbiker
- Manfred Pütz (1938–2012), deutscher Amerikanist und Hochschullehrer

#### Q
- Manfred Queck (1941–1977), deutscher Skispringer
- Max Manfred Queißer (1927–2016), deutscher Kultursoziologe und Maler
- Manfred Quiring (* 1948), deutscher Journalist und Autor von Sachbüchern

#### R
- Manfred Rabatsch (* 1941), deutscher Politiker
- Manfred Radochla (1949–2022), deutscher Radsportler
- Manfred Ragati (1938–2023), deutscher Verwaltungsjurist
- Manfred Ramminger (1930–1997), deutscher Architekt, Ingenieur, Rennfahrer und sowjetischer Spion
- Manfred Rasch (* 1955), deutscher Archivar und Wirtschaftshistoriker
- Manfred Rath (1955–2023), österreichischer Rechtsanwalt, Strafverteidiger, Immobilienentwickler und Fußballfunktionär
- Manfred Rauh (* 1942), deutscher Historiker
- Manfred Raumberger (1931–2003), deutscher Bildhauer, Bronzegießer und Maler
- Manfred Razenböck (* 1978), österreichischer Fußballtorwart und Torwarttrainer
- Manfred Rech (* 1942), deutscher Archäologe
- Manfred T. Reetz (* 1943), deutscher Chemiker
- Manfred Reich (* 1940), deutscher Politiker
- Manfred Reichegger (* 1977), italienischer Skibergsteiger
- Manfred Reichel (1896–1984), Schweizer Zoologe und Mikropaläontologe
- Manfred Reichelt (1947–1996), deutscher Kunstmaler, Glasgraveur und Lüftelmaler
- Manfred Reichert (1940–2010), deutscher Fußballspieler
- Manfred Reichstein (1928–2012), deutscher Geologe
- Manfred Reim (* 1944), deutscher Kommunalpolitiker
- Manfred Reimann (1928–2022), deutscher Politiker
- Manfred Reimer (* 1933), deutscher Mathematiker und Hochschullehrer
- Manfred Reindl (* 1965), österreichischer Spieleautor
- Manfred Reinelt (1932–1964), deutscher Pianist
- Manfred Reiner (1937–2023), deutscher Fußballspieler und Trainer
- Manfred Reinholtz (1958–2020), deutsch-kanadischer Eishockeyspieler
- Manfred Reiß (1936–2015), deutscher Sportwissenschaftler und Leichtathletiktrainer
- Manfred Reitz (* 1944), deutscher Biologe und Publizist
- Manfred Rekowski (* 1958), deutscher Theologe
- Manfred Renger († 2015), deutscher Filmproduzent
- Manfred Repolust (* 1972), österreichischer Politiker (FPÖ)
- Manfred Reuther (* 1944), deutscher Kunsthistoriker
- Manfred Rexin (1935–2017), deutscher Reporter (RIAS) und Sachbuchautor
- Manfred van Rey (* 1940), deutscher Historiker und Archivar
- Manfred Reyes Villa (* 1955), bolivianischer Politiker, ehemaliger Militär und Unternehmer
- Manfred Richter (1905–1990), deutscher Physiker
- Manfred Richter (1929–2023), deutscher Autor
- Manfred Richter (* 1934), deutscher Diplomat
- Manfred Richter (* 1935), deutscher Theologe und Ökumeniker
- Manfred Richter (* 1940), deutscher Motorbootrennfahrer
- Manfred Richter (1941–1995), deutscher Fußballspieler
- Manfred Richter (1944–2012), deutscher Schauspieler
- Manfred Richter (* 1948), deutscher Politiker (FDP)
- Manfred Richter (* 1951), deutscher Politiker (SPD)
- Manfred von Richthofen (1855–1939), deutscher General
- Manfred von Richthofen (1892–1918), deutscher Jagdflieger
- Manfred von Richthofen (1934–2014), deutscher Sportfunktionär
- Manfred Rieger (* 1941), deutscher Gewichtheber
- Manfred Riedel (1936–2009), deutscher Philosoph
- Manfred Riederer (* 1946), deutsch-österreichischer Künstler
- Manfred Riedl (1924–1999), deutscher Maler
- Manfred Riegger (* 1967), deutscher römisch-katholischer Theologe
- Manfred Rieker (* 1939), deutscher Fotograf und Fotodesigner
- Manfred Eberhard Rinne  (1938–2023), deutscher Richter, siehe Eberhard Rinne
- Manfred Ritschel (* 1946), deutscher Fußballspieler
- Manfred Roeder (1900–1971), deutscher Militärrichter zur Zeit des Nationalsozialismus
- Manfred Roeder (1929–2014), deutscher Rechtsanwalt, Terrorist und Holocaustleugner
- Manfred Rogner (* 1946), deutscher Autor
- Manfred Römbell (1941–2010), deutscher Schriftsteller
- Manfred Romboy (* 1936), deutscher Kameramann, Hochschuldozent, Herausgeber und Museumsleiter
- Manfred Rommel (1928–2013), deutscher Politiker, Oberbürgermeister von Stuttgart
- Manfred Roost (1929–2022), deutscher Dirigent und Chorleiter
- Manfred Rosenberg (1929–2020), deutscher Dirigent
- Manfred Roth (* 1950), deutscher Regisseur und Schauspieler
- Manfred Rothe (1927–2022), deutscher Chemiker und Hochschullehrer
- Manfred Rotsch (* 1924), deutscher Spion
- Manfred Rouhs (* 1965), deutscher Politiker
- Manfred Rudel (1939–2023), Mitglied des Bayerischen Senats
- Manfred Rudersdorf (* 1952), deutscher Historiker
- Manfred Rudhart (* 1965), deutscher Manager
- Manfred Ruge (* 1945), deutscher Politiker
- Manfred Rühl (* 1933), deutscher Sozialwissenschaftler
- Manfred Rühle (* 1938), deutscher Physiker
- Manfred Rulffs (1935–2007), deutscher Ruderer
- Manfred Rummel (1938–2017), deutscher Fußballspieler und -trainer
- Manfred Rump (1941–2016), deutscher Fußballspieler
- Manfred Rumpl (* 1960), österreichischer Schriftsteller
- Manfred Rünzler (1933–2022), österreichischer Politiker
- Manfred Ruoff (1935–2004), deutscher Fußballspieler
- Manfred Rürup (* 1951), deutscher Musiker
- Manfred Rüsing (* 1946), deutscher Fußballspieler

#### S
- Manfred Sachse (1935–2022), deutscher Schmied, Autor und Experte für Damaszener Stahl
- Manfred Sack (1928–2014), deutscher Architekturkritiker
- Manfred Sader (1928–2006), deutscher Psychologe und Gestalttheoretiker
- Manfred Sader (1936–2009), deutscher Politiker (SED)
- Manfred Sailer (* 1969), deutscher Linguist und Hochschullehrer
- Manfred Sakel (1900–1957), polnischer Arzt und Erfinder der Insulinschocktherapie
- Manfred Salmhofer (* 1964), österreichischer mathematischer Physiker
- Manfred Salow (* 1943), deutscher Bildhauer
- Manfred Salzgeber (1943–1994), deutscher Schauspieler und Filmemacher
- Manfred Salzmann (1925–2014), deutscher Geograph
- Manfred Sampl (* 1973), österreichischer Politiker (ÖVP)
- Manfred Sams (* 1972), österreichischer Politiker (SPÖ)
- Manfred Sanden (* 1940), deutscher Politiker (CDU)
- Manfred Sandmann (1906–1980), deutschamerikanischer Romanist und Sprachwissenschaftler
- Manfred Sapper (* 1962), deutscher Politikwissenschaftler und Chefredakteur der Zeitschrift Osteuropa
- Manfred Sauer (* 1960), österreichischer lutherischer Theologe
- Manfred Sauerbrey (1927–2006), deutscher Staatssekretär
- Manfred Saul (1934–2013), deutscher Künstler und Kunsterzieher
- Manfred Scharon (* 1952), deutscher Fußballspieler
- Manfred Schaub (1957–2018), deutscher Politiker (SPD)
- Manfred Schäfer (1912–1996), deutscher Physiker
- Manfred Schäfer (1921–1999), deutscher Politiker
- Manfred Schaefer (1943–2023), deutscher Fußballspieler
- Manfred Schäfer (1949–2003), deutscher Ethnologe, Fotograf, Filmemacher und Aktivist
- Manfred Schatz (1925–2004), deutscher Maler
- Manfred Scheich (1933–2020), österreichischer Botschafter
- Manfred Schell (* 1943), deutscher Gewerkschafter
- Manfred Scherer (* 1951), deutscher Jurist und Politiker (CDU)
- Manfred Scherzer (1933–2013), deutscher Violinist und Dirigent
- Manfred Scheuch (1929–2016), österreichischer Journalist und Historiker
- Manfred Scheuer (* 1955), österreichischer Geistlicher, Bischof von Linz
- Manfred Schiedhelm (1934–2011), deutscher Architekt
- Manfred Schiek (1935–1965), deutscher Motorrad- und Automobilrennfahrer
- Manfred Schleker (1937–2015), deutscher Soziologe
- Manfred Schlenke (1927–1997), deutscher Historiker
- Manfred Schlenker (Komponist) (1926–2023), deutscher Kirchenmusiker und Komponist
- Manfred Schlenker (General) (* 1951), deutscher General
- Manfred Schmadtke (* 1935), deutscher Radsportler
- Manfred A. Schmid (1911–2009), deutscher Maler und Restaurator
- Manfred Schmid (* 1944), österreichischer Rennrodler
- Manfred Schmid (* 1952), deutscher Jurist und Richter
- Manfred Schmid (* 1958), deutscher Künstler und Kunsthandwerker
- Manfred Schmid (* 1971), österreichischer Fußballspieler und -trainer
- Manfred Schmider (* 1949), deutscher Unternehmer
- Manfred Hermann Schmid (1947–2021), deutscher Musikwissenschaftler
- Manfred Schmidt (1913–1999), deutscher Comic-Zeichner und Reiseschriftsteller
- Manfred Schmidt (1929–2005), deutscher Theologe und Politiker (CDU)
- Manfred Schmidt (* 1930), deutscher Diplomat
- Manfred Schmidt (1936–2016), deutscher Politiker (SPD)
- Manfred Schmidt (1949–2024), deutscher Eventmanager
- Manfred Schmidt (* 1950), deutscher Chemiker
- Manfred Schmidt (* 1959), deutscher Jurist und Verwaltungsbeamter
- Manfred G. Schmidt (Manfred Gustav Schmidt; * 1948), deutscher Politikwissenschaftler
- Manfred G. Schmidt (Manfred Gerhard Schmidt; * 1952), deutscher Epigraphiker
- Manfred Schmitt (1950–2017), deutscher Unternehmer
- Manfred Schmitt (* 1959), deutscher Biologe und Hochschullehrer
- Manfred Schmitt-Fiebig (1924–2001), deutscher Architekt
- Manfred Schmorde (* 1946), deutscher Ruderer
- Manfred Schnabel (* 1927), deutscher Schauspieler und Theaterintendant
- Manfred Schneckenburger (1938–2019), deutscher Kunsthistoriker und Hochschullehrer
- Manfred Schneider (1925–2020), deutscher Politiker (CDU)
- Manfred Schneider (1934–2009), deutscher Fußballspieler
- Manfred Schneider (Mathematiker) (1934–2018), deutscher Mathematikprofessor
- Manfred Schneider (1935–2016), deutscher Geodät und Hochschullehrer
- Manfred Schneider (* 1938), deutscher Manager
- Manfred Schneider (* 1941), deutscher Ruderer
- Manfred Schneider (* 1944), deutscher Literatur- und Medienwissenschaftler
- Manfred Schneider (1953–2008), deutscher Komponist, Arrangeur und Dirigent
- Manfred Schneider (* 1957), deutscher Plastiker und Maler
- Manfred Schnelldorfer (* 1943), deutscher Eiskunstläufer
- Manfred Schnur (* 1951), deutscher Politiker
- Manfred Schober (* 1941), deutscher Heimatforscher
- Manfred Schollmeyer (* 1939), deutscher Gynäkologe, Geburtshelfer und Heimatforscher
- Manfred Scholz (1937–2008), deutscher Industriemanager und Verbandsfunktionär
- Manfred Scholz (* 1938), deutscher Politiker (SPD)
- Manfred Günter Scholz (1938–2014), deutscher germanistischer Mediävist und Hochschullehrer
- Manfred Schoeneberg (* 1954), deutscher Leichtathlet
- Manfred Schöneberg (* 1946), deutscher Schachspieler
- Manfred Schoof (* 1936), deutscher Jazztrompeter
- Manfred Schoeps (* 1944), deutscher Historiker, Immobilienunternehmer und Politiker (CSU)
- Manfred Schott (1936–1982), deutscher Schauspieler und Synchronsprecher
- Manfred Schreiber (1926–2015), deutscher Polizeibeamter
- Manfred Karl Schretter (* 1944), österreichischer Altorientalist
- Manfred Schroeder (1926–2009), deutscher Physiker
- Manfred Schröder (* 1940), deutscher Politiker (NDPD), MdV
- Manfred Schröter (1880–1973), deutscher Philosoph
- Manfred Schubert (1903–2007), deutscher Verwaltungsjurist
- Manfred Schubert (1927–2021), deutscher Kabarettist
- Manfred Schubert (1929–2020), deutscher Maler und Grafiker
- Manfred Schubert (1930–1987), deutscher Professor für Verfahrenstechnik
- Manfred Schubert (1937–2011), deutscher Komponist, Dirigent und Musikkritiker
- Manfred Schubert-Zsilavecz (* 1961), österreichischer Apotheker und Professor
- Manfred Schukowski (1928–2025), deutscher Lehrer und Hochschullehrer
- Manfred Schüler (1932–2025), Chef des Bundeskanzleramtes
- Manfred Schüler (1935–2001), deutscher Eisschnellläufer
- Manfred Schuller (* 1953), deutscher Bauforscher und Universitätsprofessor
- Manfred Schullian (* 1962), italienischer Politiker, Rechtsanwalt und Schriftsteller aus Südtirol
- Manfred Schulz (1930–2013), deutscher Chemiker und Hochschullehrer
- Manfred Schulz (* 1963), österreichischer Landwirt und Politiker (ÖVP)
- Manfred Schulze (1934–2010), deutscher Jazzmusiker
- Manfred Schulze (* 1945), deutscher Theologe
- Manfred Schunck (* 1941), belgischer Politiker
- Manfred Schurti (* 1941), Liechtensteiner Automobilrennfahrer
- Manfred Schus (* 1959), österreichischer Künstler, siehe ManfreDu Schu
- Manfred Schuster (1919–1994), österreichischer Schauspieler, Synchron- und Hörspielsprecher
- Manfred Schwabl (* 1966), deutscher Fußballspieler
- Manfred Schwarz (* 1985), Kulturvermittler und Historiker aus Südtirol
- Manfred Schedlowski (* 1957), deutscher Psychologe
- Manfred von Seherr-Thoß (1827–1911), deutscher Rittergutsbesitzer und Politiker
- Manfred Seidel (* 1928), deutscher Offizier des MfS
- Manfred Seidel (* 1949), deutscher Leichtathlet
- Manfred Seipold (1941–1989), deutscher Schauspieler und Synchronsprecher
- Manfred Seitz (1928–2017), deutscher Theologe
- Manfred Semper (1838–1913), deutscher Architekt
- Manfred Sexauer (1930–2014), deutscher Moderator
- Manfred Sickmann (* 1946), deutscher Politiker
- Manfred Siebald (* 1948), deutscher Liedermacher, Amerikanist und Hochschullehrer
- Manfred Sieler (1927–1971), deutscher Bildhauer und Hochschullehrer
- Manfred Siering (* 1946), deutscher Naturschützer
- Manfred Sihle-Wissel (* 1934), deutscher Bildhauer
- Manfred Silberbach (1935–2015), deutscher Politiker
- Manfred Simon (1931–2015), deutscher Polizeibeamter
- Manfred Smolka (1930–1960), deutscher Oberleutnant
- Manfred Sohn (* 1955), deutscher Politiker
- Manfred Sommer (1932–2011), deutscher Oberst des Ministeriums für Staatssicherheit
- Manfred Sommer (1933–2007), spanischer Comiczeichner und -autor
- Manfred Sommer (* 1945), deutscher Philosoph
- Manfred Sommer (1945–2023), deutscher Informatiker
- Manfred Sommer (* 1948), deutscher Wirtschaftsinformatiker
- Manfred Speidel (* 1938), deutscher Architekt
- Manfred Spieker (* 1943), deutscher Sozialwissenschaftler und Hochschullehrer
- Manfred Spitzer (* 1958), deutscher Psychiater
- Manfred Spitznas (* 1939), deutscher Ophthalmologe
- Manfred Stadlin (1906–1994), Schweizer Politiker (FDP), Publizist und Richter
- Manfred Stahnke (* 1951), deutscher Komponist und Musikwissenschaftler
- Manfred Stanley (1932–2004), deutsch-amerikanischer Soziologe
- Manfred Stantke (* 1927), deutscher Diplomat
- Manfred Starke (* 1935), deutscher Philosophie- und Literaturhistoriker (Romanist)
- Manfred Starke (* 1991), namibischer Fußballspieler
- Manfred Steffen (1916–2009), deutscher Schauspieler, Hörspielsprecher und Synchronsprecher
- Manfred Steffny (* 1941), deutscher Langstreckenläufer
- Manfred Steinbach (* 1933), deutscher Sportler, Sportfunktionär, Mediziner und Ministerialbeamter
- Manfred Steiner (Politiker) (1934–2011), deutscher Politiker
- Manfred Steiner (Wirtschaftswissenschaftler), deutscher Wirtschaftswissenschaftler
- Manfred Steiner (Fußballspieler) (1950–2020), österreichischer Fußballspieler
- Manfred Steiner (Skispringer) (* 1962), österreichischer Skispringer
- Manfred Stelzer (1944–2020), deutscher Regisseur und Drehbuchautor
- Manfred Stelzer (* 1958), österreichischer Rechtswissenschafter
- Manfred Stengl (1946–1992), österreichischer Motorradrennfahrer
- Manfred Stenner (1954–2014), deutscher Friedensaktivist
- Manfred Stenzel (1939–2023), deutscher Schmuck- und Metallgestalter
- Manfred Stern (1896–1954), Mitarbeiter der Komintern
- Manfred Ulrich Stirnemann (* 1951), Schweizer Künstler, Autor und Kurator, siehe M. Vänçi Stirnemann
- Manfred Stöckler (* 1951), deutscher Philosoph und Wissenschaftstheoretiker
- Manfred Stohl (* 1972), österreichischer Rallyefahrer
- Manfred Stohrer (1918–1976), deutscher Pfarrer, Pazifist und Naturschützer
- Manfred Stolpe (1936–2019), deutscher Politiker (SPD)
- Manfred Strahl (1940–2000), deutscher Journalist, Redakteur und Schriftsteller
- Manfred Straka (1911–1990), österreichischer Historiker
- Manfred Straßburg (1930–2014), deutscher Zahnmediziner, Hochschullehrer
- Manfred P. Straube (1944–2024), österreichischer Rechtswissenschaftler
- Manfred Straus (1878–1942), deutscher Unternehmer und jüdisches Opfer des Nationalsozialismus
- Manfred Streubel (1932–1992), deutscher Lyriker und Kinderbuchschriftsteller
- Manfred Streit (1939–2017), deutscher Ökonom
- Manfred Stücklschwaiger (* 1965), deutscher Schauspieler
- Manfred Stumpf (1930–2010), deutscher Politiker (SPD)
- Manfred Stumpf (* 1957), deutscher Zeichner, Konzept- und Computerkünstler
- Manfred Sturmann (1903–1989), deutsch-israelischer Schriftsteller
- Manfred Stürzbecher (1928–2020), deutscher Mediziner und Medizinhistoriker
- Manfred Sybertz (1930–2009), deutscher Politiker
- Manfred Szadrowsky (1886–1974), Schweizer Kantonsschullehrer, Titularprofessor und Sprachwissenschafter
- Manfred Szejstecki (1931–2016), deutscher Bergmann, Zeichner, Grafiker, Maler, Objekt- und Videokünstler

#### T
- Manfred Täubert (* vor 1960), deutscher Hörspielregisseur
- Manfred Tauchen (1947–2025), österreichischer Sänger, Schauspieler und Kabarettist
- Manfred Thaller (* 1950), deutscher Historiker und Hochschullehrer
- Manfred Thamm (1932–2016), deutscher Jurist
- Manfred Theisen (* 1962), deutscher Autor
- Manfred Thiel (1917–2014), deutscher Philosoph und Dichter sowie Gründer und Geschäftsführer des Elpis-Verlages
- Manfred Thiele (1929–2015), deutscher Buchautor, Buch- und Kunsthändler, Heimatforscher und investigativer Journalist
- Manfred von Thien (* 1955), deutscher Journalist
- Manfred Thiere (* 1930), deutscher Fußballspieler
- Manfred Thiesmann (* 1945), deutscher Schwimmtrainer
- Manfred Thinnes (* 1981), deutscher Basketballspieler
- Manfred Thoma (1929–2014), deutscher Ingenieur und Hochschullehrer
- Manfred Thon (1935–2022), deutscher Politiker (CDU)
- Manfred Tiedtke (* 1942), deutscher Zehnkämpfer
- Manfred Tiemann (1948–2022), deutscher evangelischer Theologe, Autor und Gymnasiallehrer
- Manfred Tietz (* 1941), deutscher Romanist
- Manfred Tietzel (1946–2025), deutscher Wirtschaftswissenschaftler
- Manfred Timmermann (1936–2004), deutscher Wirtschaftswissenschaftler und Staatssekretär
- Manfred Tisal (* 1953), österreichischer Kabarettist, Moderator, Autor und Journalist
- Manfred Tischer (1925–2008), deutscher Künstlerfotograf
- Manfred Todtenhausen (* 1950), deutscher Politiker (FDP)
- Manfred Trautschold (1854–1921), deutschamerikanischer Genremaler und Lithograf
- Manfred Trauzettel (1929–2001), deutscher Maler und Grafiker
- Manfred Treml (* 1943), deutscher Historiker, Museologe und Hochschullehrer
- Manfred Trenz (* 1965), Spieleentwickler
- Manfred Trilling (1963–2025), deutscher Synchronsprecher und Schauspieler
- Manfred Tripbacher (* 1957), deutscher Fußballspieler
- Manfred Tripps (1925–2010), deutscher Kunsthistoriker und Lokalpolitiker
- Manfred Trojahn (* 1949), deutscher Komponist, Dirigent und Essayist
- Manfred Trümper (1934–2024), deutscher theoretischer Physiker
- Manfred Tschaikner (* 1957), österreichischer Historiker, Archivar und Pädagoge
- Manfred Tümmler (1936–1990), deutscher Schauspieler

#### U
- Manfred Uedelhoven (* 1948), deutscher Kommunalpolitiker
- Manfred Uekermann (* 1960), deutscher Politiker (CDU)
- Manfred Ugalde (* 2002), costa-ricanischer Fußballspieler
- Manfred Uhlenhut (1941–2018), deutscher Fotograf und Bildjournalist
- Manfred Uhlig (1927–2019), deutscher Schauspieler und Entertainer
- Manfred Uhlmann (1901–1985), deutscher Rechtsanwalt und britischer Maler und Schriftsteller
- Manfred Ulbricht (* 1947), deutscher Radsportler
- Manfred Ullmann (* 1931), deutscher Arabist
- Manfred Ullrich (* 1949), deutscher Tischtennisspieler
- Manfred Ulrich (* 1949), deutscher Volkssänger, Musiker, Liedermacher und Komponist.
- Manfred Unger (1930–2016), deutscher Archivar und Historiker
- Manfred Unger (* 1969), österreichischer Fußballspieler und -trainer
- Manfred Urbanski (1929–2005), deutscher Politiker
- Manfred Uschner (1937–2007), früherer Mitarbeiter des Zentralkomitees der SED
- Manfred Utsch (1936–2021), deutscher Unternehmer

#### V
- Manfred Vallaster (* 1958), österreichischer Politiker
- Manfred Vallazza (* 1978), ladinischer Politiker
- Manfred Vieweg, deutscher Fernsehredakteur und Moderator
- Manfred Vogel (1946–2008), deutscher Maler, Zeichner und Grafiker
- Manfred Vogel (* 1947), deutscher Fußballspieler
- Manfred Vohrer (* 1941), deutscher Politiker
- Manfred Voigt (1935–2001), SED-Funktionär
- Manfred Voigt (* 1956), deutscher Basketballnationalspieler
- Manfred Voigts (1946–2019), deutscher Germanist und Judaist
- Manfred Vogt (* 1988), österreichischer Politiker der Freiheitlichen Partei Österreichs (FPÖ)
- Manfred Vollack (1940–1999), deutscher Sachbuchautor
- Manfred Volland (1933–2019), NVA-Offizier
- Manfred Vollmer (* 1944), deutscher Fotograf
- Manfred Vollmert (* 1937), deutscher Metallgestalter
- Manfred Vorderwülbecke (* 1940), deutscher Sportjournalist und Autor
- Manfred Vorholzer (* 1935), deutscher Bibliothekar
- Manfred Vormstein (* 1931), deutscher Grafiker, Illustrator, Fotograf und Art Director
- Manfred Voß (Manfred Voss; 1900–1942), deutscher Schauspieler
- Manfred Voss (1938–2020), deutscher Lichtdesigner mit Schwerpunkt Oper
- Manfred Voss (* 1961), deutscher Fotograf und Lichtdesigner mit Schwerpunkt TV
- Manfred Vosz (1935–2014), deutscher Filmregisseur, Drehbuchautor, Produzent und Bildender Künstler

#### W
- Manfred Wachter (1938–2000), deutscher Astronom und Teleskophersteller
- Manfred Wachter (* 1969), österreichischer Fußballspieler und -trainer
- Manfred Wacker (* 1932), deutscher Fußballspieler
- Manfred Wagner (* 1934), deutscher Politiker (SPD)
- Manfred Wagner (1934–2023), deutscher Zeichner, Architekt und Hochschullehrer
- Manfred Wagner (1935–1997), deutscher Schauspieler, Synchron- und Hörspielsprecher
- Manfred Wagner (1938–2015), deutscher Fußballspieler
- Manfred Wagner (* 1944), österreichischer Kulturwissenschaftler
- Manfred Wagner (* 1959), deutscher Politiker (SPD)
- Manfred Wakolbinger (* 1952), österreichischer Künstler
- Manfred Waldenmair-Lackenbach (* 1956), österreichischer Kommunikationsberater und Unternehmer
- Manfred Wallat (1933–2024), deutscher Fußballspieler
- Manfred Walter (* 1937), deutscher Fußballspieler und späterer -trainer
- Manfred Walther (* 1938), deutscher Philosoph
- Manfred Walther (* 1948), letzter DDR-Justizminister
- Manfred Walz (1940–2019), deutscher Architekt und Stadtplaner
- Manfred Walz (* 1962), deutscher Fußballspieler
- Manfred Wandt (* 1955), deutscher Rechtswissenschaftler
- Manfred Weber (* 1944), deutscher Fußballspieler
- Manfred Weber (* 1950), deutscher Wirtschaftswissenschaftler und Bankmanager
- Manfred Weber (* 1972), deutscher Politiker (CSU)
- Manfred Weber-Wien (* 1969), österreichischer Maler und Zeichner
- Manfred Wedemeyer (1931–2009), deutscher Schriftsteller
- Manfred Wegner (* 1957), deutscher Sportwissenschaftler
- Manfred Wegscheider (* 1949), österreichischer Politiker
- Manfred Wehdorn (* 1942), österreichischer Architekt
- Manfred Weidmann (* 1945), deutscher Fußballspieler
- Manfred Weihmann (1938–2006), Verwaltungsleiter Rückwärtige Dienste (VRD) im Ministerium für Staatssicherheit
- Manfred Weil (1920–2015), deutscher Überlebender des Holocaust, Maler und Grafiker
- Manfred Weinberg (* 1959), deutscher Literaturwissenschaftler
- Manfred Weinert (1934–2012), deutscher Schriftsteller
- Manfred Weinland (* 1960), deutscher Autor
- Manfred Weinmann (1934–2013), deutscher Politiker
- Manfred Weinreich (* 1946), deutscher Ruderer
- Manfred Weisensee (* 1959), deutscher Geodät, Hochschullehrer und -präsident
- Manfréd Weiss (1857–1922), ungarischer Industrieller
- Manfred Weiss (1935–2023), deutscher Komponist
- Manfred Weiss (* 1940), deutscher Rechtswissenschaftler
- Manfred Weiß (1942–2019), deutscher Bildungsökonom
- Manfred Weiß (1943–1962), deutsches Grenzopfer
- Manfred Weiß (1944–2017), deutscher Jurist und Politiker (CSU)
- Manfred Weiß (* 1958), deutscher Theaterregisseur, Autor, Dramaturg und Schauspieler
- Manfred Weißbecker (* 1935), deutscher Historiker
- Manfred Weißleder (* 1939), deutscher Radrennfahrer
- Manfred Weitlauff (* 1936), deutscher Theologe
- Manfred Wekwerth (1929–2014), deutscher Theaterregisseur
- Manfred Werber (* 1938), deutscher Rechtswissenschaftler
- Manfred Werner (* 1951), deutscher Fußballspieler
- Manfred Werp (* 1935), Richter am deutschen Bundesgerichtshof
- Manfred Wichmann (* 1971), deutscher Historiker, Autor und Sammlungsdirektor
- Manfred Wieczorke (* 1946), deutscher Musiker
- Manfred Wieninger (1963–2021), österreichischer Schriftsteller
- Manfred Wilde (* 1962), deutscher Politiker
- Manfred Wilke (1941–2022), deutscher Soziologe
- Manfred Wille (1934–2014), deutscher Historiker
- Manfred Willing (1937–2017), deutscher Fußballspieler
- Manfred Willmann (* 1952), österreichischer Fotograf
- Manfred Willms (1934–2024), deutscher Professor für Volkswirtschaftslehre
- Manfred Windfuhr (* 1930), deutscher Literaturwissenschaftler und Hochschullehrer
- Manfred Winkelhock (1951–1985), deutscher Automobilrennfahrer
- Manfred Winkens, deutscher Off-Sprecher, TV-Produzent und Regisseur
- Manfred Wirth (* 1952), österreichischer Fußballspieler und -trainer
- Manfred Wittmann (* 1943), deutscher Serienmörder
- Manfred Wöhlcke von Glehn (* 1942), deutscher Soziologe, Autor und bildender Künstler
- Manfred Woitzik (1933–2020), deutscher Architekt, Denkmalpfleger und Heimatforscher
- Manfred Wolf (1931–2010), deutscher Geologe
- Manfred Wolf (1933–2020), deutscher Archivar
- Manfred Wolf (1939–2007), deutscher Rechtswissenschaftler
- Manfred Wolf (* 1948), deutscher Skispringer
- Manfred Wolf (* 1957), deutsch-kanadischer Eishockeyspieler
- Manfred Wolff-Plottegg (* 1946), österreichischer Architekt und Designer
- Manfred Wolfson (1923–1987), deutsch-amerikanischer Soziologe und Forscher über den Nationalsozialismus
- Manfred Wolke (1943–2024), deutscher Boxer und Boxtrainer
- Manfred Wolter (1938–1999), deutscher Schriftsteller, Sachbuchautor, Lektor, Drehbuchautor, Filmszenarist und Filmregisseur
- Manfred Worm (1940–2013), deutscher Jurist
- Manfred Wörner (1934–1994), deutscher Politiker
- Manfred Wulfert (* 1949), deutscher Politiker (CDU)
- Manfred Wulff (* 1933), deutscher Wirtschaftswissenschaftler und Hochschullehrer
- Manfred Wundram (1925–2015), deutscher Kunsthistoriker
- Manfred Wurm (* 1949), österreichischer Politiker (SPÖ)
- Manfred Wurmlinger (* 1967), österreichischer Fußballspieler
- Manfred Wuttich (1941–2018), deutscher Fußballspieler
- Manfred Wutzlhofer (* 1944), bayerischer Beamter

#### Z
- Manfred Zabel (* 1938), deutscher evangelischer Theologe, Sozialethiker und theologischer Anthropologe
- Manfred Zach (* 1947), deutscher Jurist und Schriftsteller
- Manfred Zache (* 1939), deutscher Architekt und Stadtplaner
- Manfred Zalden (1902–1984), österreichischer Unterhaltungsmusiker (Gesang, Piano) und Komponist
- Manfred Zapatka (* 1942), deutscher Schauspieler
- Manfred Zapf (* 1946), deutscher Fußballspieler
- Manfred Zaspel (* 1948), deutscher Fußballspieler
- Manfred Zeh (1933–2021), ehemaliger NVA-Offizier
- Manfred Zehender (* 1963), österreichischer Tänzer
- Manfred Zeidler (1935–2016), deutscher Chemiker
- Manfred Zeidler (* 1952), deutscher Historiker
- Manfred Zeiner (1921–2005), deutscher Politiker
- Manfred Zeller (1954–2021), österreichischer Maler, Grafiker, Kulturveranstalter sowie Politiker
- Manfred Zemaitat (* 1950), deutscher Fußballfunktionär
- Manfred Zetzsche (1930–2023), deutscher Schauspieler
- Manfred Zeuner (* 1938), ehemaliger Offizier der Deutschen Volkspolizei
- Manfred Zieglgruber (1947–2014), deutscher Eisstockschütze und Weltrekordhalter im Weitenwettbewerb
- Manfred Ziegler (1934–2014), deutscher Urologe und Hochschullehrer
- Manfred Zielonka (* 1960), deutscher Boxer
- Manfred Zimmer (* 1941), deutscher Fußballspieler
- Manfred Zimmermann (* 1929), deutscher Diplomat
- Manfred Zimmermann (1933–2024), deutscher Schmerzforscher
- Manfred Zimmermann (* 1947), deutscher Industriefotograf und Herausgeber
- Manfred Zimmermann (* 1956), deutscher Manager
- Manfred Zindel (* 1951), deutscher Fußballspieler
- Manfred Zintl (* 1954), deutscher Fußballspieler
- Manfred Zojer (* 1939), österreichischer Eisschnellläufer
- Manfred Zoller (* 1947), deutscher Maler, Bildhauer und Anatom
- Manfred Zöllmer (* 1950), deutscher Politiker
- Manfred Zollner (* 1940), deutscher Unternehmer
- Rudolf Manfred Zörner (* 1938), österreichischer Bildhauer, Maler und Grafiker
- Manfred Zsak (* 1964), österreichischer Fußballspieler
- Manfred Zucker (1938–2013), deutscher Schachkomponist
- Manfred Züfle (1936–2007), Schweizer Publizist und Schriftsteller
- Manfred Zuleeg (1935–2015), deutscher Rechtswissenschaftler und Richter am Europäischen Gerichtshof
- Manfred Zumpe (* 1930), deutscher Architekt

## Werke, die den NamenManfredim Titel tragen
- Manfred, dramatisches Gedicht von Lord Byron (1817)
- Manfred, Schauspielmusik zu Manfred von Lord Byron op. 115, Orchesterwerk von Robert Schumann (1848)
- Manfred-Meditation, Werk für Klavier zu vier Händen von Friedrich Nietzsche (1872)
- Manfred-Sinfonie op. 58, Orchesterwerk von Peter Tschaikowski (1885) nach Byron
- Manfred, Lied von Rainald Grebe, das den Namensträger als Stereotyp der Mittelschicht parodiert
- Manfred, lass den Manta steh'n, Schlager von Gaby Baginsky
- Schwachkopf Manfred, Lied von Alexander Marcus
- Die deutsche Hip-Hop-Band Blumentopf veröffentlichte 2003 auf ihrem Album Gern geschehen das Lied Manfred Mustermann, das das Leben eines fiktiven Durchschnittsmannes von der Geburt bis zum Tod erzählt.

## Abgeleitete Namen
- Familiennamen
  - Anthony Manfreda (1904–1988), US-amerikanischer American-Football-Spieler
  - Manfredi
  - Manfredini
  - Peter Manfredo (* 1980), US-amerikanischer Boxer
  - Angel Manfredy (* 1974), US-amerikanischer Profiboxer puerto-ricanischer Abstammung
  - Monfreid

- Vornamen
  - Manfredas (litauischer Vorname)
  - Manfredi
  - Manfredo
  - Manfried

- Sonstiges
  - Manfreda
  - Manfredonia, Stadt in Italien, gegründet von Manfred von Sizilien, auch Familienname
  - Erzbistum Manfredonia-Vieste-San Giovanni Rotondo